# Združene države Amerike
Združene države Amerike (tudi Združene države, ZDA; angleško United States of America [juːˈnaɪ.təd ˈsteɪʦ əv əˈmɛ.ɻɪ.kə]) so zvezna republika v Severni Ameriki, sestavljena iz 50 zveznih držav (48 geografsko povezanih in dveh ločenih zveznih držav). Država se razteza med Atlantikom na vzhodu ter Tihim oceanom na zahodu in si deli severno mejo s Kanado ter južno z Mehiko. Njena prestolnica je Washington, D.C.
Deželo zaznamuje več hiosnovnih dejavnikov: geografske značilnosti te tretje največje države na svetu, zgodovina, ki govori o ljudeh izpred 15 tisoč let in do danes, prebivalstvo, ki sestavlja družbo, kultura s tradicijo zlivanja priseljencev v samostojno kulturno entiteto, gospodarstvo in uprava. Zaradi vpliva, ki so ga ZDA razvile na vojaški, gospodarski, kulturni in politični ravni v svetu, je po propadu Sovjetske zveze govoriti o Združenih državah kot o edini svetovni supersili.
Eden najpomembnejših vidikov pri dojemanju pomena ZDA je njen učinek talilnega lonca. Tega simbolizira nacionalni moto E Pluribus Unum (slovensko Iz mnogih eno). Prvič je bil uporabljen za potrebo združevanja 13 britanskih kolonij v Severni Ameriki med ameriško revolucijo, nov pomen pa je dobil, ko so se v državo pričele prilivati mase migrantov. Ti so namreč morali najti skupne življenjske smernice in načela, kar je povzročilo zlivanje mnogoterih kultur v eno. Združene države so tako pred vsem drugim dežela imigrantov, ki so oblikovali novo kulturo. Uspešno povezovanje priseljencev v nacionalno celoto naj bi bilo doseženo z izenačenjem vseh državljanov, ki je bilo zagotovljeno v deklaraciji neodvisnosti ter v Ustavi ZDA. K takšnemu idealu pa naj bi dežela stremela tudi danes, saj še ni dosežen. Odtod izhaja tudi ameriška politična misel, ki so jo navedli očetje naroda: »Vsi ljudje se rodijo enaki in obdarjeni z neodtujljivimi pravicami do življenja, svobode ter iskanja sreče«.
Pojem »Amerika« je bil oblikovan v zgodnjem 16. stoletju, in sicer po Amerigu Vespucciju, italijanskem raziskovalcu in kartografu, ki je nedolgo za Kolumbom raziskoval obale Južne Amerike in potrdil obstoj novoodkrite celine. Celotno ime Združene države Amerike pa je bilo uradno prvič navedeno v Deklaraciji neodvisnosti iz leta 1776. Danes je uradno ime krajšano na Združene države (angleško United States), ZDA (angleško USA), v angleščini tudi The States ali US, v svetu zahodne kulture pa tudi le na ime Amerika. V preteklosti je bil za obe ameriški celini priljubljen naziv Columbia. Prebivalci ZDA so označeni za Američane, to ime je namreč le redko uporabljeno za prebivalce ostalih držav katere od Amerik.

## Geografija
Glavni članek: Geografija Združenih držav Amerike
Združene države merijo skoraj 10 milijonov km2 in si tako z LR Kitajsko, glede na razlikujoče se podatke o površini slednje, izmenjujejo tretje mesto na spisku svetovnih držav po površini. Celotno državo sestavlja 50 zveznih držav (48 geografsko soležnih in 2 izolirani) in odvisni teritoriji Puerto Rico, Ameriški Deviški otoki, Ameriška Samoa in Guam. Zvezne države so praviloma razdeljene na okrožja.
Populacija države šteje več kot 303 milijone ljudi, kar pomeni tretjo državo na svetu po številu prebivalcev. Koncentracije teh so v urbanih področjih, zlasti na zahodni in vzhodni obali – ta je lokacija obsežnega somestja BosWash.
Geografija je imela in ima bistven vpliv pri razvoju države. V tem smislu sta pomembna obilica naravnih bogastev in razvejano vodno omrežje, pa dobri splošni pogoji za kmetovanje, kar Združenim državam omogoča vodilno vlogo pri proizvodnji svetovne hrane. Hiter razvoj in eksploatacija okolja povzročata pereče okoljske težave, ZDA med drugim prednjačijo pri izpustu ogljikovega dioksida v ozračje – 20 % svetovnih emisij.

### Površje
Vzhodni deli ZDA se nahajajo na geološko starih nižinah, medtem ko so zahodne regije mlajše in neuravnane.
Priobalne ravnice Atlantika se proti zahodu dvigujejo v staro apalaško gorovje, ki je nizka, a pomembna naravna pregrada med obalo in osrčjem celine. Onkraj nje leži rodovitno porečje Mississippija in Velika jezera, ogromna zaloga sladke vode ledeniškega nastanka. Še dalje proti zahodu se le počasi dvigajo planjave Velikega nižavja, ki ob vznožju Skalnega gorovja na svojem zahodu dosežejo nadmorsko višino dveh kilometrov. Nižavje je le mestoma prekinjeno z vzpetinami gorskih verig Ozark in Ouachita. Skalno gorovje s slemenitvijo sever-jug poteka prek države iz Kanade in do Mehike čez celotne zahodne Združene države. Ob zahodnih vznožjih je najti medgorske planote, ki so kljub imenu razmeroma razgibane. Na njihovem jugu leži puščavski svet. Te predele od zahodne obale ločujeta verigi Kaskadskega gorovja in Sierre Nevade, v okviru katere se vzpenja tudi najvišji vrh geografsko soležnih ZDA. Med obema gorovjema je tudi nizka Velika kotlina z najglobljo točko 86 metrov pod morsko gladino. Povsem na zahodu se ob obalah Pacifika vlečejo doline in manjša gorovja pacifiškega severozahoda.
Aljasko zaznamujejo visoka gorovja in nekoliko uravnjenih površij oziroma svet tundre; priobalni otoki so ognjeniškega nastanka. Takšen je tudi arhipelag Havaji v Tihem oceanu.

### Vodovje
Prvi evropski priseljenci so ameriško celino našli ravno po potovanju prek morja. Od takrat dalje pa so bili življenjsko in razvojno odvisni od mnogih rek ter jezer v Ameriki: Mississippi, Sveti Lovrenc, Velika jezera, Missouri itn. Vse velike reke države tečejo pretežno na jug in so tako za razliko od za primer sibirskih rek primerne za plovbo, saj v spodnjem toku niso zaledenele in tako prepuščajo plavje, sproščajo vodotok in omogočajo uporabo plovil.
Misisipi je najdaljša reka Združenih držav; pomembna je za nastanek mnogih mest kot posledice selitev prebivalcev od njenega ustja v notranjost celine. Njeni večji pritoki so Ohio, Missouri, Tennessee, Rdeča reka in Illinois. V Mehiški zaliv se pretaka tudi Rio Grande, reka, bistvena za sušne južne predele ZDA in Mehiko. V njenem porečju je ob sodobnem sodelovanju Mehike in ZDA prišlo do razcveta gospodarstva. Reka Kolorado se izliva v Kalifornijski zaliv, znana je po svojem oblikovanju geomorfološko zanimivih kanjonov na Koloradski planoti. Za bogato zvezno državo Kalifornijo sta pomembni reki Sacramento in San Joaquin. Vode severozahoda se odmakajo skozi vodotok Columbia in njegov pritok Snake River. Ti reki imata velik strmec in pretok, kar ju odlikuje z največjim hidroelektričnim potencialom v ZDA.
Jukon je velika reka na Aljaski, ki se izliva v Beringovo morje, človeku je služila kot sredstvo zgodnjih potovanj rudosledcev v notranjost dežele.
Velika jezera na srednjem zahodu ZDA so po površini največje sladkovodno telo sveta. Njih kotanje so ostanki pleistocenske poledenitve. Jezera so z oceanom povezana prek reke Svetega Lovrenca, zgrajenih pa je tudi več kanalov, najstarejši izmed njih kanal Erie. Veliko slano jezero je kotanja v Veliki kotlini na zahodu države, ravno tako pleistocenskega izvora. Zaradi neodtočne kotanje je jezero znano po veliki vsebnosti soli.
Združene države Amerike premorejo 19.924 km obal, ki potekajo ob dveh oceanih in Mehiškem zalivu. Kopnino obdaja 12 morskih milj teritorialnega morja in 200 morskih milj gospodarskega pasu.
Ob celotnih vzhodnih ZDA se vleče priobalna ravnica Atlantika z mnogo zemeljskimi kosami. To je prizorišče najzgodnejših naselitev evropskih priseljencev, prve izmed njih v Jamestownu leta 1607. Vodna pot Atlantic Intracoastal Waterway po priobalnih vodah povezuje kraje od Bostona na severu do Key Westa na južnem, floridskem koncu atlantske obale. Na njenem severu pa se je skozi zgodovino ZDA oblikoval zajeten megalopolis BosWash. Več kot 2.500 kilometrov dolga obala Mehiškega zaliva je nizka in lagunastega tipa, z izjemo območja Mississippijeve delte. Zaznamujejo jo dolge zemeljske kose, pretežno znotraj katerih poteka vodna prometnica Gulf Intracoastal Waterway. Pred obalo ležijo gospodarsko pomembne razsežne zaloge zemeljskega plina in nafte. Regija je bila mnogo časa pod nadzorom Špancev in Francozov, kasneje so si ZDA priključile Teksas. Za razliko od prej omenjenih je zelo razgibana dobrih 2 tisoč kilometrov dolga pacifiška obala s pripadajočim gorskim pasom. Nekoliko bolj uravnjena je na jugu, medtem ko jo na severu členi množica zalivov, fjordov, polotokov in otokov. Naravnogeografska značilnost te obale so silovite oceanske nevihte in velika namočenost severozahodnih predelov države, pa tudi potresi zaradi lege na Pacifiškem ognjenem obroču. Tamkajšnji svet je demografski razvoj doživel šele v 20. stoletju.
Obale Aljaske ob Pacifiškem in Arktičnem oceanu so globoko razčlenjene, ob njih leži večina naselij te zvezne države. Posebna lastnost obale Havajev so koralni grebeni in njen velik pomen v smislu prometnih povezav.

### Podnebje
Velika država in odmaknjenost nekaterih njenih predelov sestavljata pester mozaik različnih podnebnih tipov: Aljaska je ena izmed svetovnih regij z najbolj ostrim in hladnim podnebjem, medtem ko je havajsko povprečno vreme vlažno in tropsko. Slemenitev glavnih gorskih verig ZDA od severa proti jugu ne preprečuje hladnim severnim zračnim masam na eni ter toplim južnim na drugi strani, da bi često prodirale daleč v zase neznačilne geografske širine.
Najbolj poznana podnebna delitev Združenih držav je na vlažni vzhod dežele in suhi zahod, ki ju ločuje črta 100° z.g.š. (mrtva črta). V prvem podnebju so padavine obilne; v severnem delu je pozimi mnogo snega in mraz, medtem ko je južni del zaznamovan z vročimi poletji in deževje skozi vse leto. Dovolj velika stopnja vlage je tu spodbudila tradicionalno ameriško kmetijstvo, ki je iztrebilo večino nekoč mogočnih gozdov; danes so ti ponekod obnovljeni, na drugih mestih pa se je prst posledično degradirala in postala neprimerna za rast gozdov ali poljedelstvo. Temu vzhodnemu vlažnemu pasu sledi prehodni pas okoli mrtve črte, kjer tradicionalno najdejo svoje mesto visokotravne prerije, te se proti zahodu spreminjajo v stepe z nizko travo. Naravnega rastja je danes tudi tu malo zaradi gojenja kulturnih rastlin, zlasti pšenice. Suhi zahod države pa ni sposoben vzgajati kulturnih posevkov brez namakanja, saj nekateri (puščavski) predeli dobijo manj od 125 milimetrov padavin letno. V tej regiji zato med kmetijskimi panogami prevladuje živinoreja. Podnebna izjema zahodnih ZDA je Kaskadno gorovje in Pacifiška gorska veriga, ki se napajata z zajetnimi orografskimi padavinami, izhajajočimi iznad Pacifika. Ta področja zato zaznamujejo obsežni iglasti gozdovi.
Lastnosti prsti so tesno povezane z razporeditvijo klimatskih pasov, kar še posebno velja za Združene države. Nerodovitni podzoli so prisotni v hladnih celinskih podnebnih območjih, ravno tako nerodovitne lateritske prsti je najti v bolj vlažnih in toplih podnebjih; černozjomi, ki so zelo bogati in rodovitni, pa prekrivajo tla zahodno od vlažnega vzhodnega dela države.
Regionalizacija po tipih podnebja je praviloma oblikovana na sledeč način: vlažno celinsko podnebje severovzhoda in vlažno subtropsko jugovzhoda; polsuho podnebje v Velikem nižavju zahodno od mrtve črte; suho puščavsko podnebje jugozahoda; sredozemsko podnebje v Kaliforniji; oceansko podnebje ob zahodni obali severno od sredozemskega podnebnega pasu; subarktično v notranjosti in polarno podnebje onkraj polarnega kroga na Aljaski; ter tropsko podnebje Havajev.

### Poselitev
Prebivalstvo je v največji meri naseljeno ob obalah oceanov: več kot tretjina slednjega ob Atlantiku, približno šestina vzdolž Pacifika in slaba sedmina ob obalah Mehiškega zaliva. Tudi megalopolis, največja regija zgoščene poselitve, leži ob obali. Poselitev je najredkejša v agrarnem Velikem nižavju, saj tehnološko razvito kmetijstvo terja le malo delovne sile, medtem ko je večina Američanov zaposlenih v storitvenih dejavnostih urbanih področij.
Za ameriški narod je značilna visoka stopnja mobilnosti. Posledično se vzorci poselitve spreminjajo hitro, v drugi polovici minulega stoletja gre v tem smislu za zgoščevanje prebivalstva v jugovzhodnih področjih ZDA ter ob Pacifiku, medtem ko industrijska mesta starega severovzhoda in Velikih jezer izgubljajo tako svoj pomen kot prebivalstvo (pas rje). Tu izstopajo posamezna stara mesta, tako npr. New York in Chicago, ki so ohranila svojo pomembno vlogo ter so danes finančni centri države in sveta.

#### Urbanizacija in suburbanizacija
Prvi cenzus leta 1790 je zabeležil več kot 95 % ruralnega prebivalstva. Razmah urbanih območij se je pričel po letu 1830, v prej neslutene višave pa ga je poslala intenzivna industrializacija poznega 19. stoletja, ki je do 1990. let v urbana središča vodila več kot tri četrtine prebivalcev države. Za rast mest je bil resnično pomemben pritok tujih imigrantov, ki so polnili centre, posledica pa so bili prenaseljenost, nehigiena in kriminal. Mesta se razvijajo še danes, a so bile meje urbanih centrov v veliki meri začrtane že v zgodnjem 20. stoletju.
Premožnejši sloji so se z začetkom 19. stoletja in boljšimi prometnimi povezavami pričeli umikati iz onesnaženih in prebivalstveno nasičenih mestnih jeder, kar je naznanilo val suburbanizacije z viškom po drugi svetovni vojni, ko so se z bojišč vrnili mnogi vojni veterani in je zavladala blaginja. Tako so zrasle socialno razmeroma homogene predmestne soseske z mnogokrat identičnimi hišami, kjer je bilo v času t. i. baby booma opaziti množice družin z otroki.
Ljudem so v predmestja sledile tudi storitvene dejavnosti – razvili so se veliki nakupovalni centri, zaradi nižjih davkov in lažje dostopnosti pa so se tja umaknila tudi mnoga podjetja. Dostopnost predmestnih sosesk z javnim prometom je bila nerazvita, zato je izbruh suburbanih okolij povzročil tudi razmah uporabe avtomobilov. Kljub vsemu imajo mestna jedra tudi danes več pomembnih socialnih funkcij.

### Okolje in družba
Že prvi evropski priseljenci so se zavedali velikih možnosti, ki jih ponujajo naravna bogastva te dežele. Tudi zato so se ZDA hitro razvile v vodilno agrikulturno in kasneje industrijsko silo. Tako je človek s svojim delovanjem močno preoblikoval površje, gozdove severa in severovzhoda ter prerije Velikega nižavja spremenil v polja, z lovom pa iztrebil mnogo domorodnih živali. Izjemen negativen učinek na okolje sta imeli tudi sprva industrijska revolucija in nato demografska eksplozija.
Prvi znaki okoljevarstvene zavesti so se v Združenih državah pojavili v drugi polovici 19. stoletja, ko je vlada vzpostavila nekaj naravnih rezervatov. Kljub temu je trajalo do 60. letih 20. stoletja, preden je družba ZDA širše spregovorila o okoljskih problemih. Takrat so se dogajale nekatere konvencije, povečalo se je število naravnih rezervatov, deklarirano varovanje ekosistemov ipd. Kljub temu ostajajo tako kot v ostalem industrializiranem svetu v sedanjosti ekološke težave problem ogromnih razsežnosti in smeri. Združene države za primer proizvedejo 20 % svetovnih izpustov ogljikovega dioksida v atmosfero, a se kljub temu nočejo zavezati Kjotskemu protokolu.
Indijanski naseljenci so imeli le minimalen vpliv pri spreminjanju podobe okolja – bili so nomadi in nekoliko kasneje živeli v majhnih vaseh. Prihod Evropejcev je pomenil naselitev vzhodne obale, od tod pa so lovci in avanturisti potovali v notranjost celine ter poročali o ogromnih rodovitnih površinah, zlatu in srebru ter obilici divjadi. Vse je privabilo pionirske kmete in množine lovcev, ki so izsekavali gozdove, drastično zmanjševali število živali ter gradili več in več naselbin.
V tridesetih letih 19. stoletja so bili pripadniki transcendentalizma tisti, ki so – navkljub neugodni družbeni miselnosti – spregovorili o okolju kot vrednoti. Ustanovitev prvega svetovnega narodnega parka Yellowstone 1872. leta je sicer terjala še precej časa, resni negativni učinki razuzdanega ravnanja z okoljem pa so se nato pokazali v obliki dolgotrajne suše in degradacije rodovitnih področij v času Dust Bowla tridesetih let minulega stoletja. Okolje je nadalje prizadel industrijski razmah po drugi svetovni vojni in hitro množenje prebivalstva s fenomenom baby boom – posledice so bile koncentrirane količine smoga, industrijski ter kmetijski odpadki idr., najbolj pereče na industrijskem severovzhodu države.
Leta 1962 je knjiga Nema pomlad prevetrila miselnost ljudi, takisto neugodni rezultati znanstvenih raziskav. Svoj delež k zaskrbljenosti ljudi sta prispevali tudi »goreča reka« Cuyahoga leta 1969 in jedrska nesreča na Otoku treh milj deset let kasneje. Od takrat dalje je mnogo razprave o okoljevarstvu, ki pa tudi danes ne obrodi učinkovitih sredstev boja proti degradaciji naravnega okolja. Neučinkovitost je v splošnem rezultat človekove želje po življenjskem udobju, posebej za ZDA pa so značilni nenehni spori med gospodarstveniki in zagovorniki idej o varovanju okolja. Prvi namreč v omejevanju eksploatacije naravnih virov vidijo oviro svojemu gospodarskemu razvoju in njihovo nasprotovanje je temeljito že vse od pričetkov sodobne ekološke zavesti v drugi polovici 20. stoletja: Sagebrush Rebellion na zahodu Združenih držav je podprl Ronalda Reagana, ki se je leta 1981 s konservativnimi idejami povzpel na predsedniško mesto ter aktivno ukrepal v smer svobodnega kapitalizma in omejevanja ekološko usmerjenih dejavnosti. Danes je priljubljena ideja o trajnostnem razvoju, zaradi globalizacije pa prihaja do sicer neučinkovitega mednarodnega sodelovanja.

#### Naravna bogatstva
Gospodarski uspeh ZDA delno temelji na njihovih naravnih bogastvih. To pomeni zgodovinsko velike površine danes močno skrčenih gozdov, bogata ribolovna območja in število mineralnih nahajališč pretežno na zahodu države – ZDA so največja proizvodnica fosfatov, pa velika proizvodnica zlata in srebra, zemeljskega plina in nafte ter tudi gradbenih materialov. Poleg vsega tega pa je veliko število farm oziroma rančev, kjer na velikanskih površinah pridelujejo kulturne rastline. ZDA je v notranjosti večinoma ravna. Tam pihajo močni vetrovi, ki jih uporabljajo za proizvodnjo elektrike za gospodinjstva. Cena tako pridobljene energije je nizka, kar pripomore k večji izkoriščenosti takih virov in večanju prebivalstva.

#### Naravne nesreče
V vedno večji meri gre za suše, zgodovinsko je tako znan Dust Bowl, medtem ko danes dolga obdobja brez padavin preživljajo jugozahodne regije ZDA. V tem času često prihaja do uničujočih požarov.
Tornadi pustošijo po zemeljskem površju Velikega nižavja in srednjega zahoda, kjer se zlasti v pomladnem in poletnem času srečajo očitno različne si zračne mase – območje, znano kot Tornado Alley. Še ena vremensko pogojena nevarnost so orkani, ki pustošijo po obalah Mehiškega zaliva.
Zgodovina ZDA pomni nekaj večjih poplav in zemeljskih plazov, a so danes bolj pereče lokalne poplave na goratem jugozahodu. V zimskem času v hladnejših predelih življenje ohromijo tudi snežni meteži.
Zahodna obala Združenih držav in deli Aljaske so izpostavljeni ognjeniški aktivnosti in potresom, saj so del pacifiškega ognjenega obroča. Vroča točka z ognjeniško aktivnostjo so neeksplozivni ognjeniki Havajev, medtem ko je eksplozivni vulkan Sveta Helena na severozahodu ZDA.

## Zgodovina
Glavni članek: Zgodovina Združenih držav Amerike

### Predkolonialna in kolonialna Amerika
Do danes raziskana zgodovina ameriškega prebivalstva se prične pred okvirno 15 tisoč leti, ko so ljudstva iz Azije prečkala Beringov preliv. Iz njih so izšli domorodni prebivalci Amerike, edini ljudje celine do prihoda Evropejcev v 15. stoletju. Bili so izolirani od pridobitev in vsakovrstnih bolezni starega sveta, ob prihodu zahodnih priseljencev pa je teh 10 do 112 milijonov ljudi govorilo okoli 350 jezikov. Viške teh kultur so pomenile civilizacije Aztekov in Inkov v Južni Ameriki ter Misisipijcev in Pueblo v Severni.
Pred velikimi odkritji je prišlo le do bežnih stikov Vikingov s celino okoli leta 1.000 in morebiti še evropskih ribičev v bližini leta 1480. Vzpon Otomanskega imperija pa je spodbudil raziskovanja in z njimi dobo velikih odkritij, ki so jo načeli Portugalci, in je dodobra ter za vedno spremenila svet. Krištof Kolumb pod špansko zastavo je z nagibi najdbe zahodne poti v Indijo leta 1492 naletel na Karibske otoke, nedolgo za njim (1499) pa je Amerigo Vespucci ob plutju vzdolž obal Južne Amerike potrdil, da gre za še neznano celino. Obilica raziskovalcev se je odpravila na raziskovanje novo odkritih zemlja.
To je bila katastrofalna prelomnica za ameriške ter zahodnoafriške staroselce, na drugi strani pa pričetek mogočnega obdobja nadvlade in razvoja evropske in kasneje ameriške kulture. Indijanci so enormne žrtve (90-odstotni padec števila prebivalstva) utrpeli zaradi vojn, še posebno pa zaradi epidemij evropskih bolezni, kar je sprostilo obilico ozemlja za evropska osvajanja. Sveži novi svet je potreboval neizčrpljive zaloge delovne sile, za katero so bili najbolj primerni zasužnjeni in uvoženi staroselci Afrike.
Po letu 1519 so prve kolonije ustanovile Španija, Portugalska, Francija, Nizozemska in Anglija. Vsaka izmed držav je vodila svojo politiko: Španija je odprla velike rudnike in agrikulturni sistem v Mehiki, Južni Ameriki in na Karibih, Portugalska je posedovala suženjsko agrikulturno kolonijo v Braziliji, Francozi in Nizozemci pa so isto ustvarili v Severni Ameriki. Vse navedene kolonije so trgovale z domorodci. Zlasti Angleži pa si za razliko od njih niso obetali toliko trgovanja kot ameriškega ozemlja. Ob prihodu preostalih kolonizatorjev v Ameriko so bile španske naselbine stare že okoli 100 let.
Angleži, ki so kasneje prevzeli pobudo pri naseljevanju Severne Amerike, so imeli druge razloge za imigracijo kot preostali narodi, večinoma željni trgovanja z indijanci in kmetovanja v južnih kolonijah ter posledično z malo rednega prebivalstva. Za razliko od njih so Angleži v 17. stoletju v novi svet poslali 400 tisoč svojih ljudi in v njem ustvarili redne kmetijske kolonije. Priseljevanje iz Anglije je bilo pospešeno zavoljo nestabilnih religiozno pogojenih družbenih razmer v domači deželi, kar je zlasti pestilo puritance; zraven tega se je Anglija ubadala tudi s prenaseljenostjo in revščino med prebivalci.
Razvoj angleških kolonij se je začel v zalivu Chesapeake (današanja Virginija) leta 1607 in na področju današnjega Massachusettsa leta 1620. Kolonija Jamestown v virginijskem Chesapeakeu je bila drzen poskus trgovske postojanke, medtem ko so bili naseljenci Massachusettsa puritanci z družinami. Po propadu prvih dejavnosti zaradi nediscipliniranosti njenih prebivalcev je postala virginijska zemlja tobačna plantaža z discipliniranimi sužnji in nekaj belskimi družinami, ki so ustvarile prve zametke naroda in samostojne Amerike. Nova Anglija v kasnejšem Massachusettsu pa je bila sekularna družba s preštevilno populacijo, kar je zaradi pomanjkanja zemlje vodilo do pojava revščine. Anglija je nadalje do leta 1640 ustanovila 6 od 13 kolonij, ki so kasneje postale ustanoviteljice suverenih ZDA. Ta čas zgodnjih kolonij je še posebno za Angleže z njihovimi ozemeljskimi zahtevami pomenil veliko nevarnost napadov staroselcev.

### Osamosvojitev in zgodnja suverenost

#### Osamosvajanje
Glavni članek: Ameriška revolucija
Že pred ameriško vojno za neodvisnost se je na območju kasnejših Združenih držav bílo več vojn, tako sprva med priseljenci in indijanci, nato pa med kolonijami različnih držav, ki so svoje evropske spore prenesle na kolonije.
Spori med kolonisti v Ameriki in oblastjo v Združenem kraljestvu so se pričeli na osnovi različnega pojmovanja oblasti: Britanci so priznavali le svojo matično oblast nad celotnim britanskim imperijem vključno s številnimi kolonijami, medtem ko je v kolonijah prebivajoči živelj postavljal velik pomen svoji lokalni oblasti. Spori so se zaostrili po političnih potezah Združenega kraljestva za oslabitev oblasti v kolonijah, kar je vodilo do trenj in premikov vojske iz zaledja (boji z indijanci) v smer proti belim prebivalcem ter nazadnje napotitve angleške vojske v Boston in iz tega izhajajočega bostonskega pokola leta 1770 s 5 smrtnimi žrtvami. Povod revoluciji pa je bila t. i. bostonska čajanka tri leta kasneje.
Leta 1774 je bil v Pensilvaniji sklican kontinentalni kongres, kamor je svoje predstavnike poslalo 13 držav ustanoviteljic bodočih Združenih držav Amerike. Drugi kontinentalni kongres leta 1776 je 4. julija izdal deklaracijo o neodvisnosti. Peticija o avtonomiji je sprožila ukrepanje britanskih čet, ki so se spopadle s kontinentalno milico pod vodstvom Georgea Washingtona. Sicer slabo trenirana in upravljana ameriška neprofesionalna vojska je zaradi motiviranosti in okretnosti ter poznavanja terena često povedla v osamosvojitvenih bitkah, naposled pa so revolucionarjem na pomoč priskočili še Francozi, ki so videli priložnost za izgon Britancev iz Amerike. Pariška pogodba 1783 je priznala neodvisnost Združenih držav.
Osamosvojitev je imela izrazito pozitiven vpliv na zemljiške posestnike in plantažnike, medtem ko ne beli nelastniki in ženske ne črni prebivalci niso čutili pridobitev. Nova suverenost ni nič dobrega pomenila niti za indijance, saj priseljenci niso imeli več ovir pri svobodnem širjenju v notranjost celine. Nova država je pomenila tudi začetek vprašanja suženjstva, revolucija je namreč potekala na idealih enakih možnosti za vse.
Sklep drugega kontinentalnega kongresa je bil, da mora vsaka izmed držav ustanoviteljic še pred razglasitvijo neodvisnosti ZDA izdelati in sprejeti svojo ustavo. Te ustave so bile bolj kot ne naperjene proti izvršilni oblasti in so zagotavljale nekatere neodtujljive pravice ter delile oblast na tri veje. Velika suverenost je bila državam podeljena in zvezna oblast ustanovljena s točkami konfederacije. Ustavna konvencija 1787 je sprejela dvodomni zvezni parlament in v posameznih državah naposled potrdila zvezno ustavo, navadno z obljubo, da bo ta upoštevala listino Bill of Rights.

#### Zgodnji politični in geografski razvoj
Zaenkrat še redko prebivalstvo nove države, ki je štelo 4 milijone oziroma 1,7 prebivalca na km2, se je v obdobju po vojni na politični ravni ukvarjalo zlasti z deljenjem zvezne in lokalne oblasti in z močjo oblasti nasploh.
Do oblikovanja močne in številnejše vojske je prišlo v obdobju evropskih napoleonskih vojn, ko je ameriška podpora Združenemu kraljestvu kot trgovskemu partnerju prinesla neprijateljske odnose s Francozi.
V obdobju predsednika Thomasa Jeffersona je prišlo do novih trenj tudi z Združenim kraljestvom, ki ni spoštovalo trgovske suverenosti ZDA. Leta 1812 je naposled izbruhnila druga vojna z Britanijo. Oborožene sile ZDA so napadle angleško kolonijo Kanado, ki bi bila njihov talec. Sprva so uspehe želi Britanci, nazadnje pa so odločilne zmage dosegali Američani in vojne je bilo leta 1814, po Napoleonovem padcu in sklenitvi miru v Evropi, konec tudi v ZDA.
Obdobje po drugi vojni z Britanijo je znano kot doba dobrih čustev (angleško Era of Good Feelings). Leto 1815 je v Evropo prineslo dolgotrajni mir in posledično se je enako zgodilo tudi z ZDA. Prvič po osamosvojitvi so ZDA tako imele čas, ki so ga lahko posvetile notranjim zadevam. To ni pomenilo nič dobrega za domorodce, saj so jih priseljenci do 1830 pospravili onkraj Misisipija in do njega razširili svojo kulturno pokrajino.
Območje Velikih jezer do 1780. let skorajda ni poznalo belih prebivalcev. Leta 1860 pa je tam živela petina vseh prebivalcev in geografski center populacije priseljencev se je premaknil v Ohio. Ti priseljenci so v regijo prišli v dveh migracijskih tokovih.
Za indijance, zlasti za tiste, naseljene vzhodno od Mississippija, je bilo obdobje po drugi angleški vojni črno. Irokezi v državi New York so bili omejeni na rezervate, mnogo pa jih je odšlo v Kanado. Pripadniki plemena Shawnee, ki je vodilo odpor proti belcem na severozahodnih ozemljih, so bili razpršeni po območju. Preostanek staroselcev se je premaknil v Missouri ali Mehiko. Iz istega obdobja je znana prisilna deložacija indijanskih plemen na območje današnje Oklahome, ko je na poti umrlo okoli 4 tisoč indijancev (pot solza).
Po letu 1803 je sledilo nezadržno raziskovanje sveta onkraj Mississippija, prva tamkajšnja država je bila Louisiana v letu 1812. Počasi so priseljenci naselili tudi sicer mehiški Teksas, širjenje vse do Pacifika pa je spodbujala ideja »jasne usode« (angleško Manifest Destiny). Kongres je po uboju okoli deset ameriških vojakov razglasil vojno tudi proti Mehiki (ameriško-mehiška vojna), njen oboroženi odpor pa kaj hitro zatrl. Za simboličnih 15 milijonov dolarjev so ZDA tako odkupile Teksas, Kalifornijo in Novo Mehiko.

### Državljanska vojna
Glavni članek: Državljanska vojna ZDA
Socialne razlike med severom in jugom države so bile očitne vse od ustanovitve države dalje – sever je bil usmerjen v manufakturno proizvodnjo in tržno gospodarstvo, veljala pa je načelna svoboda posameznika; standard je bil višji, miselnost pa bolj napredna. Na drugi strani je gospodarstvo juga slonelo na plantažništvu in je bilo bistveno odvisno od mednarodnega trgovanja ter sužnjelastniškega sistema. Zaslužki posameznikov so bili veliki, medtem ko je bil gmotni položaj večine slab. Regija je bila vrh vsega politično osamljena, sužnjelastništvo drugod po svetu s posameznimi izjemami ni bilo več uveljavljeno.
Ta čas so zaznamovale tudi socialne reforme Andrewa Jacksona, ko je demokracija postala tako rekoč masovna in ne več v rokah lastniškega sloja. Volilna in druge pravice so bile sicer še vedno le nedosegljiva želja črncev.
Družbenopolitične razlike so bile z različnimi motivi tajene ali umetno blažene vse do pricepitve zahodnih ozemelj z Mehiko, ko je prišlo do vprašanja tipa sistema v teh novih predelih ZDA. Abraham Lincoln, goreč republikanski privrženec svobodnih črncev, je slavil zmago na predsedniških volitvah 1860 in s tem sprožil plaz odcepitev južnih držav, ki niso več upale na izboljšanje okoliščin za svoj družbeni sistem. Še bolj razgrete so postale razmere s krvavimi civilnimi obračuni v Kansasu.
Vojna se je pričela po odločitvi severa, ki se je postavil v bran ozemeljski celovitosti Združenih držav. Slednji je imel izrazito materialno prednost, medtem ko so se oborožene sile juga bojevale na lastnem si teritoriju. Spopadi so se pričeli pri utrdbi Fort Sumter, ki jo je napadla južna milica. Ob zaključku vojne je Unija (sever ZDA) beležila 360 tisoč žrtev, medtem ko je na strani Konfederativnih držav umrlo 260 tisoč vojakov.
Osrednji vzrok je bilo vprašanje suženjstva, a to med vojno ni bilo izpostavljeno, saj je bil jug primoran računati tudi na nesužnjelastniške belce, ki bi ne bili pripravljeni bíti vojne za pridržanje pravice do sužnjev, zraven tega pa je sicer neuspešno računal tudi na podporo Združenega kraljestva in Francije, ki se za omenjeno pravico takisto ne bi borila. Vojna je povečala moč centralne vlade in utrdila enotnost ZDA. Jug je bil opustošen, sužnjev ni bilo več, a je zaradi neučinkovitega reševanja razmer neposredno po vojni ostalo pereče vprašanje črnske enakopravnosti in ameriško družbo destabilizira tudi danes.

### Razvoj industrije in svetovnega političnega vpliva
Po državljanski vojni je znova prišlo do vprašanj gospodarskega izboljšanja ZDA. V tem okviru so se odvile pospešene migracije prek Mississippija v Veliko nižavje in Skalno gorovje, kjer so se priseljenci zopet spopadali z domorodci za kvalitetno zemljo. Do konca 19. stoletja so bile te regije že oblikovane v zvezne države in vključene v industriirajoče se ZDA.
Pri osvajanju zahoda so nosile izreden pomen železnice; prva takšna pot do Pacifika se je pričela graditi 1862. leta. Selitve na zahod so spodbudile tudi zlate mrzlice začenši s kalifornijsko leta 1849. Različne etnične in narodnostne skupine so se odseljevale proti zahodu v zase značilne regije. Vse to je za indijance in njihov odpor pomenilo končni udarec – pokol pri Ranjenem kolenu leta 1890.

#### Industrijska revolucija in urbanizacija
Zadnjih 30 let 19. stoletja je ZDA poneslo na mesto vodilne industrijske sile sveta. Prednjačila sta zlasti proizvodnja mesa in rudarstvo, poleg tega pa je bila v razmahu tudi organizacija poslov, kvaliteta vsakdanjega življenja in dela nasploh. Takšni ekspanziji so bili vzrok obilna naravna bogastva, nove tehnologije, poceni energija, hiter transport in obilica kapitala ter delovne sile v obliki množic, ki so v tistem času že imigrirale v Združene države. Novi postopki dela so pohitrili način proizvodnje, tako je bil pomemben princip manufaktur. Ko so se podjetniki priučili vodenja gospodarskih aktivnosti prek velikih geografskih razdalj, se je odprla možnost velikih gospodarskih tvrdk, ki so že takrat imele nekatere lastnosti korporacij. Slednje - s pripadajočimi monopolnimi karteli - so se pospešeno razvijale ob koncu 19. stoletja.
Industrijski napredek je močno spremenil življenja Američanov. Gospodarsko prizorišče so na novo zaznamovale velike in močne korporacije. Pomnožil se je izvoz in nekoliko tudi uvoz. Razvil se je upravniški sektor. V tem obdobju so zrasla nova mesta, med njimi najbolj opazna Chicago, Atlanta, Minneapolis, Dallas idr. Prišlo je do skokovitega razvoja domov in transporta ter dviga življenjskega standarda. Praktično življenje Američanov pa je postalo nestabilno, stanje gospodarstva je pričelo orjaško nihati med hiperprodukcijo in ekonomskimi depresijami. Oblikovale so se velike razlike med revnimi in bogatimi državljani, tako otroci kot odrasli so delali v nezdravih in sploh nevarnih tovarniških okoljih brez tehničnih in pravnih zaščit. Industrijska revolucija je načela nesluteno degradacijo okolja. Korporacije so postale močne in pričele dirigirati življenje ter zaradi svoje obilne rasti pričele stremeti k razširitvi ZDA na nova ozemlja oziroma trge.
Epohalen industrijski razvoj ZDA je bolj kot kdajkoli prej privlačil imigrante. Med letoma 1865 in 1885 so ti na veliko izvirali v Zahodni Evropi (Anglija, Irska, Nemčija in Skandinavija), medtem ko so po 1880. letih in vse tja do prve svetovne vojne prednjačile množice iz Južne, Vzhodne in Srednje Evrope (Slovaki in Judje iz Avstro-Ogrske ter Ruskega cesarstva in Grki, Romuni in Italijani ter drugi). V zadnjih dveh desetletjih 19. stoletja so priseljenci prebivalstvenemu številu ZDA tako dodali okoli 9 milijonov, med letoma 1900 in 1914 pa še 13 milijonov. Imigrante so v ZDA napotile zlasti nezavidljive gospodarske razmere v domovinah. Pot so olajšale hitre parniške prekooceanske linije, ki so dolžino potovanja skrajšale s treh mesecev na okvirno dva tedna. Imigiranti so se udomačevali v različnih delih ZDA glede na poreklo: za primer Skandinavci so bili znani po postavljanju kmetij na srednjem zahodu, medtem ko so se kasnejši priseljenci gostili v mestih in se v njih zaposlovali kot nekvalificirana delovna sila. Chicago je leta 1910 zajemal 80 % prebivalcev, ki so bili imigranti ali njih otroci.
Imigracije in spremembe funkcij mest ZDA začenši z industrijsko revolucijo so sprožile tudi silovito urbanizacijo. Tako so imela na prelomu stoletja tri največja mesta New York po 3,5 milijona, Chicago 1,7 milijona in Filadelfija 1,3 milijona prebivalcev.
Vse te socialne spremembe so sprožile reformizem zgodnjega 20. stoletja, katerega velik promotor je bil Theodore Roosevelt s svojim delom na področju socialnih pravic idr. S tem v zvezi so bila tudi nekolikšna prizadevanja črncev ter osvojitev volilne pravice za ženske v štirih zveznih državah do leta 1909.

#### Imperializem
Že od svoje ustanovitve dalje so Združene države pisale pestro zgodovino širitve na tuje teritorije: v zgodnjem času države so bile to Louisianski nakup 1803, ameriško-mehiška vojna in etnično čiščenje med indijanskimi plemeni ter pripojitev njihovega teritorija. Vedno večji pohlep po širitvi onkraj morja je bil zato samoumeven.
Glavno gonilo imperialističnih teženj je bila potreba po širjenju trga za eksplozivno ameriško gospodarstvo. Vse to je do konca 19. stoletja Združene države vodilo v prikrito ali odkrito kolonizacijo Havajev, Kube, Filipinov in vzhodne Azije (Kitajska).
Ameriški narod je bil že v začetku preteklega stoletja prepričan, da je kot velesila primoran po svetu deliti mir in svojo vizijo demokracije. Še bolj prepričan je bil, da je nujno potrebno zagotavljanje neoviranega mednarodnega trga, a so bile tovrstne težnje zavite v krinko bolj kot sprva omenjeno prepričanje. Združene države so v tem duhu dosegle podpis mirovne pogodbe med Rusijo in Japonsko (rusko-japonska vojna) leta 1905, zaradi lastnih interesov v zvezi z izgradnjo Panamskega prekopa pa so podprle panamsko revolucijo in osamosvojitev te države od Kolumbije.

### Prva svetovna vojna
Američani se sprva niso vpletali v evropske spore, a se je takšna izolacija končala z nemško agresijo na ameriške civilne ladje in nemškim dogovarjanjem z Mehiko o zavezništvu.
Zahodna fronta v Evropi se je okrepila z dodatnimi nemškimi četami po podpisu mirovne pogodbe z Rusijo, ko so nemški vojaki lahko zapustili okope na vzhodni meji. Značilne pozicijske bitke na zahodni fronti so tako postale še dodatno izčrpljujoče. Tu pa so udarec nasprotniku zadale oborožene sile ZDA, ki so sveže v Francijo prispele junija 1918 pod poveljstvom Johna. J. Pershinga. Nemške sile so pričele veliko ofenzivo marca 1918, ko so bile ameriške čete pod francoskim in angleškim poveljstvom že na položajih. Američani so odbili nemški napad in septembra 1918 s svojimi zavezniki izvedli protiofenzivo pri Verdunu. Centralne sile so se tako zaradi ojačanih nasprotnih čet predale 11. novembra 1918. Vojska ZDA je izgubila le okoli 112 tisoč ljudi, pa še mnogi izmed teh so zgolj podlegli epidemiji gripe 1918 namesto padca pod sovražnikovim orožjem.
Pomanjkanje moške delovne sile je v ameriške službe spravilo mnogo žensk in črncev, kar je bila podlaga za kasnejše socialne boje. Vojna je pomenila tudi rast ameriškega upravnega aparata in državno represijo, ki je botrovala več politično motiviranim sodnim procesom in obsodbam.
Predsednik ZDA Wilson je za zagotovitev prihodnjega miru predvidel svojih štirinajst točk, a so bile na Pariški mirovni konferenci razmeroma neupoštevane. Združene države so prispevale tudi k snovanju Društva narodov, h kateremu pa zaradi notranjih nesoglasij niso nikoli pristopile in so z Nemčijo leta 1921 podpisale ločeno mirovno pogodbo. Versajska pogodba je slabo rešila povojno stanje in prva svetovna vojna je postala izhodišče za drugo. Sledeče obdobje pa je bilo znotraj ZDA čas rdečega strahu zaradi zmage boljševizma v Rusiji.

### Med vojnama: potrošništvo in velika depresija
Medtem ko so se evropske sile bavile s povojno obnovo, so ZDA izkoristile naravna bogastva svoje zemlje in svojih kolonij ter doživele ekonomski razcvet. Vse to se je izkazovalo z dajanjem velikih ameriških posojil in za razliko od preteklosti ne več njih prejemanj, z masovno potrošnjo, začetki produkcije na tekočih trakovih in enostavnimi krediti za nove posle.
Prenehanje vojne industrije je zatrlo ekonomijo, a le za zelo kratek čas. Do leta 1922 je bila produkcija namreč večja kot kdajkoli prej. Nova, vodilna in prezentančna je bila proizvodnja avtomobilov, med letoma 1916 in 1929 potrojena. Revolucijo je sprožil fordov model T, ki so ga zaposleni izdelovali po tekočem traku, vsak izmed njih s svojim specializiranim opravilom, ter tako zagotavljali sestavo izdelka v 93 minutah. Ta avtomobil s posledično nizko ceno je bil zato dosegljiv tudi povprečnim ljudem. Povečana mobilnost je že nakazovala trend odseljevanja urbaniziranega prebivalstva v predmestja, kar je postalo vsesplošna značilnost časa po drugi svetovni vojni. Razvoju avtomobilske industrije je sledil tudi razvoj drugih.
Tudi kultura Američanov se je obrnila v smer potrošništva, saj je postala stvar industrije in ne več amaterskih kulturnikov: to je bila industrija časopisov in radijskega programa, polnega reklam. Pomemben znanilec takratne kulture so postale ženske, imenovane flapper. Bile so simbol nove svobode in novih pravic žensk, a je bila na drugi strani njihova svoboda globoko omejena s številom potrošniških navad, ki so jih priklepale na usluge in izdelke – poleg uporabe kozmetike in urejanja pričesk so trošile tudi cigarete. Kultura se je razbohotila tudi med črnim prebivalstvom, česar krona je bila harlemska renesansa.

#### Velika depresija
Glavni članek: Velika depresija
Povojni gospodarski razmah ZDA je dosegel svoj višek leta 1929, leto po Hooverjevi osvojitvi predsedniškega položaja. Investitorji so v tedanjem času vlagali ogromne investicije v delnice in te so dosegale vrtoglave cene. Ta mrzlica pa je povzročila borzni zlom 24. oktobra 1929. Neposredno za tem je sledilo prenehane trošenja, zmanjšanje produkcije v podjetjih, ukinjanje ugodnih kreditov – spiralni padec v gospodarsko depresijo se je pričel in nato trajal skozi vsa trideseta leta.
Brezposelnost v ZDA se je leta 1933 povzpela na 25 %, plače preostalih zaposlenih pa so globoko padle. Za tretjino se je znižal tudi bruto družbeni proizvod, do leta 1933 je propadlo čez 5 tisoč bank in prek 85 tisoč podjetij. Zrasla so barakarska naselja revežev, mladi pa niso več upali na uspešno kariero in življenje. Z veliko depresijo je sovpadala dolgotrajna suša in degradacija kmetijskih površin v Velikem nižavju, imenovana Dust Bowl.
Hoover je bil pri reševanju krize neučinkovit in zato nepriljubljen. Leta 1932 je predsedniško funkcijo tako zasedel Franklin D. Roosevelt, ki je v reševanje krize s svojim programom New Deal aktivno vključil vlado in organiziral javna dela. New Deal ni končal velike depresije, pač pa je imel daljnosežne učinke pri vplivu zvezne vlade na življenja državljanov in močno ublažil posledice tega gospodarskega poloma. Domače razmere so bile postavljene v ozadje z razmahom druge svetovne vojne.

### Druga svetovna vojna
Spomini iz prve svetovne vojne so pri ameriškem narodu vzbujali močne antipatije do vključevanja v vihro nove svetovne vojne. Japonski in nemški ekspanzionizem pa sta po začetku vojne ameriško izolacijo napravila vse manj verjetno. Japonski napad na ameriško ladijsko oporišče Pearl Harbour in takrat še ameriške Filipine decembra 1941 je tako sprožil hitro vojno napoved Združenih držav Japonski, nedolgo zatem pa sta vojno proti prvim razglasili tudi Nemčija in Italija.
Vojna je doživela svoj vrhunec leta 1944, ko so se Sile osi že umikale. Tako so Sovjeti po predaji 200 tisoč nemških vojakov pri Stalingradu leta 1943 sile Tretjega rajha izrinili s svojega ozemlja ter zasedali Vzhodno Evropo. Ostali zavezniki so na čelu z Dwightom D. Eisenhowerjem pripravljali invazijo na okupirano Francijo, ki se je zgodila na t. i. dan D, 6. junija 1944 (operacija Overlord). General George S. Patton je oborožene sile kasneje vodil prek Francije proti Parizu, ta je bil osvobojen 25. avgusta 1944. Zadnji nemški napad je bil ardenska ofenziva 1944. Zavezniki so vstopili v Nemčijo marca 1945 in s silami Sovjetske zveze obkolili Berlin ter dosegli predajo sil Tretjega rajha 8. maja 1945, po moskovskem času 9. maja.
Zlasti za ZDA pa vojna še ni bila končana: zahrbtne kopenske, morske in zračne bitke Pacifika so še vedno divjale. Japonska vojska je namreč po začetku agresije na Združenim državam priključena ozemlja osvojila Filipine, Malajski polotok, Nizozemsko vzhodno Indijo in Burmo. Junija 1942 je prišlo do preobrata ob zavezniški zmagi v bitki pri Midwayu in oborožene sile ZDA so izpod Japonske prevzemale otok po otok ter dokončno strle japonsko mornarico v bitki v Lejtskem zalivu na Filipinih oktobra 1944. Ker se japonski imperij kljub temu ni vdal, so ZDA po bridkih izkušnjah z Iwo Jime in Okinawe pričele razmišljati o uporabi jedrskega orožja. Slednje je z bombardiranjem japonskih Hirošime in Nagasakija septembra 1945 naposled končalo svetovno vojno.
Iz priprav na vojno je izviralo obsežno ojačanje moči in velikosti državne uprave, takisto je poskočil zvezni proračun, kar je pomagalo k potrditvi Združenih držav kot vojaške, gospodarske in politične velesile. Druga svetovna vojna je bil tudi čas povečanih regulacij države na političnem in gospodarskem področju, vojna pa je povzročila konec velike depresije z obsežnimi vlaganji države v vojno gospodarstvo. Na delovnih mestih se je znašlo še več afroameričanov in žensk, prvi so se v velikem številu preselili na industrijski sever. Svetovna vojna je bila tudi razlog sumničavosti do japonskih Američanov, ki so bili v velikih številih pridržani v taboriščih zaledja zahodnih Združenih držav. Nova tehnološka odkritja svetovne vojne so predrugačila prihodnje življenje, med drugim so oblikovale osnovo današnji elektroniki.

### Hladna vojna
Za ZDA sta čas po drugi svetovni vojni močno zaznamovali hladna vojna na področju zunanje politike in hiperpotrošnja na notranji ravni.
Že pred koncem druge svetovne vojne je prihajalo do nepremostljivih nesoglasij med Zvezo sovjetskih republik in zahodnimi državami z ZDA na čelu. Slednje so čutile ogroženost zavoljo sovjetskega ekspanzionizma, razhajanja so bila vedno večja in britanski premier Churchill je marca 1946 prvič govoril o železni zavesi.
Sovjeti so v tistem času želeli zavarovati svoje geopolitične interese, zaradi česar so s Turčijo, ki leži na prehodu Črnega v Sredozemsko morje, želeli sodelovanja, a so si tega z radodarno pomočjo naposled pridobile Združene države. Trumanova doktrina ali z drugimi besedami podpiranje vsake oblasti, ki bi ji grozila komunistična revolucija in ki bi se ji ta oblast uprla, je postala aktivna, ko so z jugoslovanskimi in sovjetskimi silami podprti grški komunisti grozili s strmoglavljenjem monarhične vlade leta 1947. Takrat revna in nestabilna Evropa je bila namreč za razvoj socialističnih režimov ploden svet. To je bil povod za organizacijo še enega programa, Marshallovega načrta, ki je v zahodne demokratične režime vlil več kot 13 milijard USD za pomoč in v obrambo proti komunistom. Na to se je Stalin odzval z blokado Berlina, ki je bil tako kot preostala Nemčija razdeljen na štiri cone, a pomaknjen globoko v sovjetski del Nemčije.
Zaradi grožnje napada Sovjetske zveze na zahodni blok se je 11 demokracij te regije združilo v vojaški pakt NATO in v njegovem okviru izdelalo doktrino, po kateri je napad na članico napad na vse. Nastanek NATO je povzročil tudi ustanovitev Sveta za vzajemno ekonomsko pomoč v vzhodnem bloku. Kasneje, avgusta 1949, je ZSSR uspešno preizkusila jedrsko bombo in se februarja 1950 povezala v zavezništvo z novoustanovljeno komunistično Ljudsko republiko Kitajsko. Politika zadrževanja je tako pridobila nove dimenzije, saj so tudi Rusi nastopili z grožnjo uporabe atomskega orožja. Truman je nato naročil izdelavo močnejše vodikove bombe in ob tem tudi povišanje vojaškega proračuna na štirikratno prejšnjo vrednost ter organizacijo propagande za prepričevanje naroda v potrebo po oboroževalni tekmi. Merjenje moči je nato potekalo v korejski vojni.
Leta 1958 so Združene države ustanovile vesoljsko agencijo NASA, ki je bila eden izmed bistvenih akterjev prihajajoče vesoljske tekme. ZDA so nekoliko za Sovjetsko zvezo januarja 1958 v orbito spustile prvi umetni satelit Explorer 1, ravno tako za svojimi tekmeci pa še prvega človeka, Johna Glenna.
Hladna vojna je znotraj Združenih držav povzročila živčno protikomunistično paranojo: prebivalstvo je bilo aktivno pripravljeno na sovjetski jedrski napad, na prvem mestu levičarski posamezniki in skupine pa so bili izpostavljeni represiji. Hladna vojna je v ameriški družbi povzročila razprtije, saj je bila nekoliko bolj zmerna stran prepričana, da je bila sovjetska agresivna politika le posledica ostrih protikomunističnih potez ZDA. Na drugi strani je vladala ideja, da je bila sovjetska politika širjenja presilovita in da je bila posledična hladna vojna neizogibna, saj naj bi se komunizem širil v vse regije z vakuumom politične moči.
Tako zunanjo politiko kot tudi življenje Američanov v deželi sami je v šestdesetih letih močno ožigosala vietnamska vojna. ZDA so jo pričele za preprečitev širjenja komunizma po jugovzhodni Aziji, tja so pošiljali več in več enot ter se naposled ujeli v zahrbtno džungelsko vojno. Ko so se poraženi umaknili iz dežele, se je družbeno razpoloženje do vlade zaradi izgubljene vojne in neposredno zatem še afere Watergate zelo poslabšalo.
John F. Kennedy je hladno vojno negoval dalje v šestdeseta leta: Združene države so še dalje dovajale pomoč nekomunističnim državam, povečale so število svojih vojakov in raket, ubadale so se tudi s problematično Kubo. Revolucija v tej državi in njeno sodelovanje s Sovjetsko zvezo, ki je pripeljalo do skrite namestitve jedrskih konic na otoku, se je izrazilo v živčnem sporu in skorajšnjem spopadu obeh svetovnih velesil.

### Povojno obdobje znotraj ZDA
Ameriško gospodarstvo povojnega časa je bilo zopet na nogah. Potrošniki so zahtevali storitve in izdelke, proizvodnja se je sledeč temu obilno povečala in odprla množine novih delovnih mest. Tudi Marshallov načrt in njegovo nudenje obilice novih trgov ter državno zapravljanje za hladno vojno sta blagodejno vplivala na število delovnih mest. V petdesetih letih je tako 6 % svetovnega prebivalstva, živečega v ZDA, proizvedlo polovico svetovnih dobrin. Bistvenega pomena je bil tehnološki napredek. Sicer je bila velika novost večajoči se storitveni sektor, ki je ob bok množicam delavcev modrega ovratnika postavila množice delavcev belega ovratnika: širil se je močan srednji razred.
Standard življenja se je neprimerno dvignil in omogočil več in več ljudem prestop v srednji razred, kamor se jih je po vojni kvalificiralo dve tretjini. To je bil rezultat medvojnega (vladno odpiranje tovarn itd.) in povojnega zapravljanja ter odpiranja novih delovnih mest. Leta 1944 je GI Bill of Rights določil ugodnosti za veterane, med temi tudi pomoč v času iskanja službe in ugodna posojila za hiše.
Čas je zato zaznamovala suburbanizacija, pojav, ko se je v petdesetih letih od 13 milijonov novih hiš zgradilo 85 % teh v predmestjih, s čimer so mesta pridobila velike obroče spalnih naselij. Še en pomemben družbeni pojav je bilo drastično povečanje rojstev oziroma baby boom, ki je populacijo ZDA med letoma 1946 in 1964 povečal za 76 milijonov v Ameriki rojenih prebivalcev. Navkljub vsemu pa je do konca petdesetih let 20. stoletja pod pragom revščine še vedno živelo 20 milijonov deprivilegiranih Američanov.
Afera Watergate, kjer je šlo za nepošteno dejavnost najvišjih državnih uradnikov s predsednikom na čelu, pa tudi za njegovo laganje pod prisego, je vodila do odstopa predsednika Nixona, pomenila pa je globok padec narodovega zaupanja oblastem.

#### Družbeni boji 60. let
Šestdeseta leta preteklega stoletja so bila v ZDA obdobje liberalnih reform in družbenih gibanj.
Konvergenca dejavnosti za pravice črncev je nastopila prav v 60. letih, času maršev, bojkotov, neupoštevanja segregacije in diskriminacije. Odvilo se je več mirnih (Martin Luther King) in nasilnih protestov (Malcolm X) ter manifestacije različnih vrst. Že od 1961. leta dalje se je delalo na registracijah afroameričanov v volilni sistem, ukinjeni so bili namreč testi pismenosti in volilni davki ter tako omogočena volilna udeležba trikrat toliko črnim ljudem.
Svoje pravice so zahtevali tudi ameriški staroselci, katerih dejavnost je znana kot Red Power. Mehiški priseljenci pa so se za udejanjenje svojih želja borili pod vodstvom Césarja Cháveza, predsednika United Farm Workers Organizing Committee.
Ženske so se pridružile reformam ameriške družbe in organizirale vse vrste odpora proti spolni diskriminaciji. Ženske so zasedale vse več sektorjev dela, njihovo gibanje šestdesetih let pa je pustilo pomembno pravno dediščino.
Generacija baby booma je odrasla in se znašla v visokošolskem sistemu ter njegovih kampusih, kjer je bila koncentrirana in imela svobodo razmišljanja ter razpravljanja o zdravju svoje družbe. Iz obdobja so zlasti znani hipiji, ki so zavračali materializem, kritizirali oblast, živeli v komunah, poslušali rock glasbo in imeli liberalna stališča do spolnosti in drog. Zaznamovani so bili s svojim stilom oblačenja in vedenja ter protestiranjem. Avgusta 1969 je hipijevska subkultura dosegla svoj višek s festivalom Woodstock. Drugi del mladinskega gibanja so predstavljali študentje, ki so v tem desetletju ustanovili Students for a Democratic Society (SDS). Ta je pod taktirko Toma Haydena spisala izjavo The Port Huron Statement, ki je zahtevala več demokracije (ne le demokracija v elitnih krogih), grajala ameriško usmerjenost v karierizem, materializem, militantno zunanjepolitično razpoloženje ZDA in rasizem. V SDS je bilo vključenih več kot 100 tisoč mladih. Ti protesti so imeli močan vpliv na takratno in nadaljnjo družbo ZDA, pa tudi drugih držav Zahoda, kjer je študentsko gibanje v istem obdobju ravno tako pokazalo svojo moč.
Šestdeseta leta so bila tudi obdobje vnovič zbujenih skrbi za okolje in začetkov moderne naravovarstvene misli.

### Konec 20. stoletja in sedanjost: ZDA kot velesila
Bistveni dogodki za ZDA v zadnji četrtini 20. stoletja so bili konec hladne vojne, zaton industrijskega sektorja ter pojav globalne ekonomije in politike.
Reagan je zopet pričel s pogrevanjem hladne vojne ter oboroževalno tekmo. Sovjetsko zvezo je označil za zlobni imperij, prek agencije CIA pa podprl protikomuniste v Salvadorju ter v Nikaragvi organiziral in financiral gverilsko vojsko. Njegova ideja je bil tudi program Strategic Defense Initiative, bolj znan kot »vojna zvezd«. Nedolgo zatem pa je prišlo do serije revolucij, v katerih so komunisti v letih 1989 in 1990 izgubili moč v ZSSR ter kontrolo nad svojim blokom, ki je razpadel na množico samostojnih držav. Razpad vzhodnega bloka je močno spremenil svetovno politiko. Reagan se je večkrat srečal z Gorbačovom in sklenil kulturno ter znanstveno sodelovanje, zmanjšanje oborožitve ter umik raket iz Evrope. Ameriški kapital je nato preplavil Vzhodno Evropo, kjer so se kapitalistične družbene ureditve že nameščale globoko v nova okolja.
George H. W. Bush je zaradi tamkajšnjih zapletov med Irakom in Kuvajtom v regijo poslal sprva bombe, nato pa še čete. Te so porazile iraško vojsko, a so se umaknile, preden bi dosegle padec Huseinovega režima. Od takrat do najnovejše iraške vojne je imel Irak stalne težave s svojo ekonomijo, politiko in Združenimi državami.
Oborožene sile ZDA so zatem posredovale v Jugoslaviji, ki se je soočala s krvavimi nasledstvenimi vojnami. Marca 1999 je zveza NATO pod ameriško pobudo bombardirala Srbijo in Kosovo, kasneje pa so tega zasedle mednarodne enote Združenih narodov.
Združene države so bile tudi v tem času prepričane, da se težave svetovnih narodov tičejo tudi njih, zato so se na svoj način pričele lotevati tudi prepada med revnim in bogatim svetom, ki je in še zija med industrijskimi državami Zahoda ter nerazvitimi državami tretjega sveta. Tudi še danes se problema lotevajo s političnim ali v primeru sile vojaških posredovanjem, saj je 80 % Američanov prepričanih, da njihova vojaška prisotnost po svetu vzpostavlja mir in stabilnost. Ker nevarnosti po koncu hladne vojne v Sovjetski zvezi ni bilo več, so jo Združene države našle drugje, tokrat predvsem v diktatorskih ali nestabilnih državah in izmikljivem pojmu terorizma.
V zadnji četrtini stoletja je močno zamiral industrijski sektor dela, medtem ko so obilen razcvet doživele storitvene dejavnosti. Združene države so uveljavile močan vpliv na razširjenem kapitalističnem mednarodnem trgu, s tega področja je pomemben premik produkcijskih sredstev v manj razvite države oziroma outsourcing. Mednarodna trgovina je bila dodatno pospešena z internacionalnimi trgovskimi povezavami, tj. za ZDA pomembnim sporazumom NAFTA in svetovno vplivno organizacijo WTO. Vse to so bila znamenja vsesplošne globalizacije.
V poznem 20. stoletju in danes je za ZDA aktualen močan val imigrantov iz Latinske Amerike.

#### 21. stoletje
Tudi v 21. stoletje so Združene države vstopile kot edina svetovna velesila, katere ekonomija je cvetela. Kmalu je narod dobil zaušnico z dejanji mednarodnega terorizma, ki je bil bodisi posredno sprovociran s strani ameriške politike bodisi izveden z njeno pomočjo. To je bila podlaga za sveže represivne zakone in bolj agresivno zunanjo politiko.
George W. Bush je z izrazito konservativnimi stališči osvojil sporno zmago na volitvah leta 2000. Sledilo je obdobje gospodarskega zatona. Bush je z agresivno politiko državne varnosti in boja proti terorizmu zmagal tudi na volitvah 2004.
Ugrabljena potniška letala so 11. septembra 2001 napadla civilne cilje v vzhodnem delu Združenih držav (teroristični napadi 11. septembra 2001). Vlada je za izvajalca tega največjega napada na ZDA po japonskem bombardiranju Havajev v drugi svetovni vojni označila islamsko fundamentalistično organizacijo Al Kaida, ki sicer nikoli ni prevzela odgovornosti za napade. Sicer naj bi bila ta odgovorna tudi za napade na več ameriških ciljev po Bližnjem vzhodu v preteklih letih. Sledil je vojaški napad na Afganistan v poznem letu 2001 in dve leti kasneje še invazija na Irak. Razmere zaradi lokalnega partizanskega odpora niso bile stabilizirane, boj z močnimi elementi državljanske vojne se je leta 2007 tako še nadaljeval, medtem ko je vlada ZDA že globoko razmišljala o možnih učinkovitih rešitvah nezavidljivih razmer.

## Politika in uprava
Glavni članek: Politika in uprava Združenih držav Amerike
Politični in upravni sistem Združenih držav temeljita na osnovnih načelih predstavniške demokracije. Po takšnem sistemu državljani volijo svoje politične predstavnike, ki s tem pridobijo pooblastilo za upravljanje države. To je način, po katerem naj bi oblast skrbela za uveljavljanje skupnih interesov državljanov, ki so ga predvsem na osnovi ustave vzpostavili ustanovitelji ZDA proti koncu 18. stoletja.
Upravna metropola države je Washington, D.C., kjer je najti vse sedeže treh vej oblasti, tako kongresni dom in Belo hišo ter poslopje vrhovnega sodišča ZDA. Notranja ureditev Združenih držav pa temelji na delitvi na zvezne države z razmeroma visoko stopnjo avtonomije, kar procese odločanja razpršuje prek celotnega ozemlja ZDA po glavnih mestih zveznih držav.
Pomemben segment je zunanja politika. Združene države so namreč iz hladne vojne izšle kot edina preostala svetovna velesila, ki v večji meri kot katera koli druga država uveljavlja svoj politični, pa tudi gospodarski in kulturni vpliv po svetu. Eden instrumentov izvajanja te politike so tudi oborožene sile ZDA, najdražja in številčno druga največja tovrstna organizacija sveta.

### Politični sistem
Vodstvo Združenih držav naj bi se tako držalo filozofskih načel, da je država vladavina ljudstva, ki je za razliko od primerov monarhičnih oblasti (slednje so svojo avtoriteto utemeljevale z božjim poslanstvom) vir avtoritete teh. Tako je predstavniška oblast moč na podlagi predstavljanja ljudi, ki vsak zase volijo te svoje predstavnike. Uravnoteženje oblasti z delitvijo na posamezne veje naj bi preprečevalo zlorabo oblasti, saj ima vsaka izmed njih pristojnost in moč nadzorovanja druge: predsednik republike je zmožen na zakone kongresa vložiti veto, ob utemeljitvi na podlagi ustave pa jih lahko razveljavi tudi sodišče; na drugi strani lahko kongres ob veliki večini spremeni ustavo. Federalizem oziroma razslojevanje oblastniške moči na zveznem in državnih nivojih pa je mišljen kot orodje za boljše prilagajanje političnega upravljanja lokalnim okoljem.
Oblastniška telesa Združenih držav se opirajo na ustavo ZDA, ki je temeljni zakonski dokument. Ta ustava naj bi bila po nekaterih pojmovanjih najstarejša listina z neprekinjeno uporabo, ki definira oblast. Sprejeta je bila neposredno po ameriški revoluciji na Ustavni konvenciji leta 1787 ter postala veljavna leto kasneje, zatem, ko jo je ratificiralo prvih devet nekdanjih britanskih kolonij. Ima sedem osnovnih točk ter 27 amandmajev oziroma dopolnil. Listina je bila spisana z namenom jasnega določanja pravic in dolžnosti vzpostavljajoče se oblasti ter preprečevanja zlorab političe moči. Pred ustavo je bila uprava države odgovorna točkam konfederacije, te so zvezni oblasti podeljevale neprimerno manj oblasti.

#### Zakonodajna oblast
Zakonodajno oblast države uteleša kongres Združenih držav. Ta je po ustavi razdeljen na dva doma, in sicer predstavniški dom ter senat. Kongres je bil sprva mišljen kot dominantno področje oblasti, ki pa bi bilo ravno tako pod nadzorom drugih veja.
Kongres s svojimi 435 člani izpeljuje zakonodajne postopke, napoveduje vojne, skrbi za narodno obrambo, financira zvezne programe, nadzoruje davke, vodi postopke proti državnim uradnikom idr. Senat ima močnejšo nadzorno funkcijo.

#### Izvršilna oblast
Izvršilna komponenta oblasti v Združenih državah je na predsedniku države oziroma njegovem kabinetu. Predsednik in podpredsednik ZDA sta tudi edina uradnika, ki ju lahko neposredno volijo vsi državljani. Zakone sicer sprejema zakonodajna oblast, predsednik pa jih je dolžan izpolnjevati, a jih ta tudi večinoma predlaga in lahko na njih izreka veto. Predsednik kot glava države in njegova politika sta bistvena pri mednarodnih odnosih in je tako de iure najbolj pomembna oseba v politično, gospodarsko in vojaško najmočnejši državi sveta, kot taka pa ena najbolj vplivnih oseb v svetovni politiki. Na moč predsednika je mogoče sklepati tudi po dejstvu, da imenuje svoj kabinet in ambasadorje ter osebje Bele hiše, skupno več od 3 tisoč uradnikov.
Osnovne zadolžitve te predsedniške funkcije so predlaganje zakonov in nekaterih drugih zadev, o katerih nato odloča zakonodajna oblast, tako tudi zveznega proračuna; vodenje zunanje politike in poveljevanje oboroženim silam, pogajanje in podpisovanje mednarodnih pogodb ter zavezništev; nenazadnje je predsednik ZDA simbol države.

#### Sodna oblast
Najvišji organ s področja sodne oblasti v državi je vrhovno sodišče ZDA. Vodi ga 9 vrhovnih sodnikov, ki jih na mesto postavi predsednik in potrdi senat. Osnovna naloga vrhovnega sodišča je preverjanje skladnosti zakonov z ustavo. Ta pravica je bila v politični sprva vprašljiva, a jo je utemeljil in utrdil vrhovni sodnik John Marshall. Možnost razsojanja o ustavnosti zakonov sicer deluje bolj kot preventivna grožnja njih snovalcem, od ustanovitve države do leta 1998 je bilo tako preklicanih le 127 zakonov. Vrhovno sodišče pa nastopa tudi kot najvišje stopenjsko sodišče v primeru drugih pravd, a na njegov nivo prispe le malo teh.
Sodni sistem ZDA je na zvezni ravni razdeljen na tri stopnje. Na dnu piramide je najti 94 okrajnih sodišč v vseh 50 državah in odvisnih teritorijih, ki so pristojna za sojenje v primeru kršitve zveznih zakonov ali pravd med pripadniki različnih zveznih držav. Naslednjo višjo stopnjo predstavlja 13 okrožnih prizivnih sodišč, ki so namenjena le pregledovanju pravilnosti izpeljave postopka v smislu upoštevanja zakonov, ne pa tudi za obravnavanje samega primera. Vrh sodnega sistema predstavlja vrhovno sodišče ZDA, ki je teoretično zadolženo za pritožbe na odločbe okrožnih prizivnih sodišč, a se na seznamu njegovih obravnav znajdejo le zadeve ustavnega pomena. Poleg naštetih vrst sodišč sodno vejo oblasti tvorijo tudi nekateri drugi sodni uradi, tako za primer računsko in davčno ter patentno sodišče.
Sodišča Združenih držav so vedno bolj obremenjena s prevelikim številom primerov, saj se povečuje tako število prebivalcev kot število pravd na prebivalca.

#### Volitve in politične stranke
Volitve potekajo na redne presledke: predsedniške volitve se odvijejo vsaka štiri leta, na dve leti smo priča kongresnim volitvam, medtem ko čas lokalnih volitev često sovpada z nacionalnimi predsedniškimi. Ti in oni lokalni referendumi so organizirani po potrebi.
Meje volilnih okrajev zarišejo državne zakonodaje, s čimer je moč manipulirati in vplivati na izid volitev. Na to se nanaša angleški izraz gerrymandering, izhajajoč iz 19. stoletja in imena massachusettskega guvernerja Elbridgea Gerryja, ki je v en volilni okraj (imel je obliko salamandra) zajel vse svoje nasprotnike in si s tem v njem praktično zagotovil velik poraz, a zmago v vseh preostalih okrajih. Strateško načrtovanje okrajev se dogaja še danes v povezavi z bodisi preprečevanjem bodisi zagotavljanjem enakomerne razporejenosti predstavnikov družbenih skupin v vzvodih oblasti – tako npr. v primerne okraje zajamejo črnsko prebivalstvo in povišajo verjetnost izvolitve njihovega predstavnika.
Politične stranke v državi so bistveni del volitev in političnega sistema, te namreč rekrutirajo svoje kandidate in pišejo politične programe. V Združenih državah se je zavoljo večinskega volilnega sistema, v katerem elektorski kolegij nakloni vse glasove najbolj priljubljenemu kandidatu svoje zvezne države, izrazito uveljavil dvostrankarski sistem. Pred tem, ob ustanovitvi republike, so bili snovalci države nenaklonjeni političnim strankam. Te so kasneje že z zgodnjim 19. stoletjem pridobile na svoji veljavi, od sredine 19. stoletja dalje pa se na oblasti izmenjujeta takrat ustanovljena republikanska in starejša demokratska stranka.
Demokrati so tvorci najstarejše politične stranke v državi, ki je izšla iz Jeffersonove koalicije konca 18. stoletja, nasprotujoče načinu vladanja Georgea Washingtona. Sprva je bilo njeno ime Demokratsko-republikanska stranka, a je kasneje razpadla na dva dela, ohranil pa se je le eden, in sicer demokratska stranka ZDA. V današnji politični kulturi je ta splošno označena za levosredinsko in kot tako vdano socialno liberalnim in drugače naprednim idealom. Njen rival je republikanska stranka oziroma Grand Old Party, aktivna od sredine 19. stoletja. V tistem času je bila napravljena iz politikov, ki so nasprotovali suženjstvu in kasneje tudi vodili državljansko vojno (Abraham Lincoln). Njen idejni sistem se je s časom preobrazil in vzpostavil desnosredinske oziroma družbeno konservativne in ekonomsko liberalne smernice.

### Upravna delitev države
Upravnemu sistemu države in njegovim sicer razmeroma avtonomnim enotam oziroma podenotam načeluje zvezna oblast. Pod to svojo notranjo suverenost prakticira 50 zveznih držav (izvirno state, 4 izmed njih pa se imenujejo commonwealth, kar na praktične zadeve nima vpliva), te pa so dalje deljene na okrožja (v 48 državah izvirno county, medtem ko upravni sistem Aljaske uporablja ime samoupravno mesto oziroma izvirno borough ter sistem Louisiane ime župnija oziroma izvirno parish).
Poseben status ima zvezno ozemlje District of Columbia, ki vključuje Washington, D.C. kot prestolnico Združenih držav. Zvezno okrožje ne premore svojih zastopnikov v kongresu, a ima svoj elektorski kolegij za udeležbo na volitvah predsednika države.
Delno avtonomen status imajo še indijanski rezervati ter prekomorske odvisne politične entitete, razdeljene na priključena (izvirno incorporated territory, ki je lastnina ZDA) in nepriključena ozemlja (izvirno unincorporated territory), slednja v različnih primerih imenovana possession, overseas territory ali commonwealth. Ta odvisna ozemlja so lahko bodisi organizirana (lastna vlada po temeljnem zakonu ZDA) bodisi neorganizirana (ozemlja brez lastne vlade). Od 1959. leta dalje je priključen teritorij le Palmyra Atoll v Tihem oceanu, a Združene države nadzorujejo več organiziranih in neorganiziranih nepriključenih ozemelj.

### Mednarodni odnosi
Zunanjo politiko zgodnje ameriške države je zaznamoval izolacionizem, manifestiran v Monroejevi doktrini avtonomije Amerik. Tudi oče naroda George Washington se je zavzemal za sklepanje najmanjšega možnega števila zavezništev, kar pa seveda ni izključevalo nasilnega ali diplomatskega pridobivanja novih ozemelj ter trgovanja s trgi onkraj meja države. Tudi na pričetek obeh svetovnih vojn se Združene države v duhu izolacionizma niso odzivale. Šele čas po 2. svetovni vojni, namreč hladna vojna, je ZDA resnično postavil na mesto svetovne velesile in uvedel tudi neizmeren politični, gospodarski in kulturni vpliv te države na svet. Seveda pa se je zunanja politika ZDA izražala že v njihovi stalni vpletenosti v vojaške posege po svetu ter zbiranju kolonij od konca 19. stoletja dalje.
Današnji mednarodni odnosi in politika države so zlasti namenjeni zagotavljanju varnosti in uspeha ameriškega trgovskega ter političnega vpliva v svetu.
Za svetovni kulturni Združenih držav je bistvenega pomena tamkajšnja kulturna industrija in njen izvoz. Najpomembnejšo vlogo pri političnem vplivu na tujino pa ima izvršilna veja oblasti oziroma predsednik ter njegovo ministrstvo za zunanje zadeve (izvirno Department of State). Predsednik namreč poseduje moč podpisovanja zavezništev, upravljanja z vojsko ter izpeljevanja odločnih in hitrih zunanjepolitičnih odločitev. Nanj nekoliko vplivata komite senata za zunanje zadeve ter celoten kongres s svojim odločanjem o financah in uporabi vojaške sile, pa tudi javno mnenje, ki pridobi moč odločanja na naslednjih volitvah. Združene države Amerike svoje zunanjepolitične interese uveljavljajo tudi z veliko pomočjo mednarodnih organizacij, kjer so predstavniki ZDA mnogokrat v dominantnem položaju. Še en, razmeroma priljubljen instrument tkanja mednarodnih odnosov, ko propadejo diplomatski in gospodarski poskusi, so oborožene sile ZDA.

#### Oborožene sile
Oborožene sile Združenih držav so po številu pripadnikov druga največja vojaška sila ZDA za Kitajsko, a je še bolj zgovoren podatek o njenem proračunu: konec 90. let so oborožene sile potrošile 250 milijard dolarjev vsako leto in po mednarodnih terorističnih napadih leta 2001 povišale svoj letni proračun na 553 milijard leta 2007; znesek se stalno povečuje in po proračunu za vojaške namene postavlja Združene države daleč na prvo mesto, zapravijo namreč malone dvakrat toliko denarja kot vse članice Evropske unije za oborožene sile skupaj.

## Gospodarstvo
Glavni članek: Ekonomija Združenih držav Amerike
Ekonomija ZDA je tržne narave, a se od pristnega tržnega gospodarstva loči po vpetosti oblasti vanj. Državna ekonomija Združenih držav je s svojega 13,24 trilijona ameriških dolarjev bruto družbenega proizvoda največji znani gospodarski sistem v zgodovini človeštva, v katerem 5 odstotkov svetovnega prebivalstva ustvari okoli petino svetovnega gospodarskega proizvoda. Posledica tega visokega števila je eden najvišjih materialnih standardov na svetu v preteklem stoletju, ki ga uživajo prebivalci Združenih držav. Danes pa nekatere gospodarsko visoko razvite države v nivoju življenjskega standarda tekmujejo z ZDA. Gospodarstvo ZDA se je v preteklem stoletju in tudi še danes napaja iz tehnološkega napredka, poslovnih investicij in vedno večje izobraženosti ter usposobljenosti kadra.
Tudi to najmočnejše gospodarstvo sveta pa se kot živ sistem nenehno ubada z izzivi sprememb in novih okoliščin. Že danes, zlasti pa to velja za prihodnost, na gospodarstvo vpliva starajoče se prebivalstvo: stroški pokojnin in drugih zadev, ki se tičejo ostarelega prebivalstva, obremenjujejo in bodo še bolj obremenjevali gospodarstvo, kar bo med drugim vodilo bodisi do večjih davkov za pokojninske sklade bodisi do manjših pokojnin in drugih izdatkov, kar bo v vsakem primeru negativno vplivalo na priljubljenost politike.
Drug izziv je večajoča se mednarodna konkurenca, ki jo je uvedel razmah mednarodnega trgovanja. Svoje bo prispevalo že dejstvo, da se število svetovnega prebivalstva veča hitreje kot število prebivalstva ZDA. V obziru pa je med ostalim treba imeti še razpad Zveze sovjetskih socialističnih republik, ki je odprl ogromne nove trge, a na drugi strani tudi mnogo nestabilnih gospodarstev in političnih sistemov, ki v svetu globalnega takisto pretresajo gospodarstvo Združenih držav. Še en predmet potencialnih skrbi so tudi resni tekmeci na mednarodnem tržnem prizorišču, kakršni sta Evropska unija – slednja ima v seštevku večji BDP od ZDA – in Kitajska.
Aktualne so tudi nikoli prej tako hitre tehnološke spremembe oziroma napredek, pa morebitna energetska nezadostnost. Slednja je povezana s čedalje bolj ostrim soočenjem dveh nasprotujočih si ideologij: prosti razvoj gospodarstva na eni strani in varstvo okolja na drugi.
Liberalno usmerjeno ameriško gospodarstvo se sooča še s poglabljajočim se prepadom med bogatimi in revnimi pripadniki družbe: najrevnejši prejmejo manjši in manjši delež skupnih dohodkov. Temu botruje velik (večji) pomen izobrazbe, ki je v ZDA stvar finančnih zmogljivosti posameznikov; dotok neizobraženih emigrantov, ki sestavljajo obsežen krog poceni delovne sile in povzročajo nizko ali ničelno rast plač najslabše plačanih delovnih mest; nato pa še skopa socialna podpora, ki jo prekaša večina drugih tovrstnih sistemov v preostalih razvitih deželah sveta.

### Gospodarski sistem
Gospodarski sistem je vsota mnogih ljudi in organizacij – posamezniki, gospodarske in delavske organizacije, socialne institucije – in dejavnikov – med drugim zakoni in regulacije. Tudi neprofitne organizacije, kakršne so javne šole, so del gospodarstva, saj tako kot profitne ustanove zagotavljajo določene usluge ali dobrine. V gospodarski sistem sodijo tudi trgi. Profitabilne izdelke in usluge naj bi zagotavljali privatniki, država pa igra vlogo varuha tistih gospodarskih dejavnosti, ki so z vidika dobička nesmiselne, jih privatni sektor zaradi drugih razlogov ne priskrbuje ali pa so nacionalnega pomena: obramba, socialni sistem, državna prometna omrežja itd. Pomembna lastnost proizvodnje v ZDA in drugih razvitih državah je visoka mera specializacije. To je rezultat miselnosti, po kateri državljani namesto žrtovanja časa za izdelavo želenih izdelkov raje žrtvujejo denar za njih nakup.
Gospodarske dejavnosti napajajo štirje poglavitni elementi: naravni viri, delovna sila, kapital in podjetništvo.
Naravni viri so lahko uporabljeni za izdelavo dobrin. Zlasti v tradicionalnejših sistemih ti predstavljajo skoraj celoten delež ekonomije, bistvenega pomena pa so tudi danes. Združene države na svojem ozemlju premorejo obilico naravnih bogastev, kar pomeni velike površine rodovitne prsti, mnoge kilometre obal z ribami, obsežne gozdove in rudninska nahajališča.
V Združenih državah je leta 2006 delovno silo – tj. vsi državljani, starejši od 16 let, ki so bodisi zaposleni bodisi preteklih 30 dni aktivno iščejo zaposlitev – sestavljalo 151,4 milijona ljudi. Ti ljudje ustvarjajo trg delovne sile, na katerem so cene takisto določene na podlagi razmerja med ponudbo in povpraševanjem – bolj so cenjeni redki, praviloma bolj učeni delavci, tisti bolj pogosto razpoložljivi in navadno slabo izobraženi pa manj.
Brezposelnost se pojavlja takisto v gospodarstvu Združenih držav. Stopnja frikcijske brezposelnosti je nezanemarljiva – a tudi ne razlog za resnejšo skrb – predvsem zavoljo visoke mobilnosti prebivalstva, ki pogosto menja delovna mesta. Ciklična brezposelnost je kot značilnost obdobij gospodarske depresije in recesije v 20. stoletju dvakrat dosegla skrb vzbujajočo stopnjo, in sicer prvič v obdobju velike depresije leta 1933 s 25 % brezposelne delovne sile ter drugič v recesiji 1982-1983, malone 10 %. Strukturna brezposelnost je ravno tako stalen pojav, ob premajhnem povpraševanju po določenih kadrih; značilna je za čas, ko so se ameriška podjetja pospešeno selila v države s cenejšimi produkcijskimi sredstvi. Stopnja nezaposlenosti izrazito niha tudi med skupinami različno izobraženih delavcev: leta 1998 je brez službe živel 7,1 odstotek nematuriranih delavcev in le 1,8 % diplomantov. Tudi to je eden izmed razlogov premoženjskih razlik in razlik v dohodkih med revnimi in bogatimi Združenih držav. Vrhnjih 20 odstotkov gospodinjstev po premoženju v državi je svoj delež skupnih narodnih dohodkov povečalo z 42,2 % leta 1948 na 47,3 % leta 1998, medtem ko se je dohodek spodnje petine v istem obdobju zmanjšal s 4,9 % na 4,2 %.
Kapital predstavljajo vsi objekti, infrastruktura in oprema, ki jih gospodarstvo uporablja za izdelavo dobrin oziroma nudenje storitev. Ves kapital Združenih držav je po ocenah konec 20. stoletja znašal več od 11 trilijonov ameriških dolarjev; od tega je polovico vrednosti zavzemala oprema, drugo polovico pa objekti oziroma infrastruktura.

#### Gospodarstvo in država
Kljub temu da je gospodarski sistem ZDA v osnovi podvržen zakonom prostega trga, država prevzema nekatere pomembne vloge. Tako sprejema in uveljavlja zakone o lastnini in kakovostne (varnostne, zdravstvene idr.) standarde, preprečuje neprimerne ekonomske aktivnosti, skrbi za oborožene sile in druge zadeve strateškega pomena, pa tudi za javno pomoč socialno in drugače šibkim državljanom. Zraven tega se njena vpletenost v gospodarstvo izraža v proizvajanju izdelkov in nudenju uslug, ki jih tržna ekonomija zavoljo nedobičkonosnosti ne zagotavlja, pa so kljub temu bistvenega pomena za narod in državo: državne ceste, cepljenje proti nalezljivim boleznim, osnovno šolanje itd. Na drugi strani takšnih regulacijskih dejavnosti pa zmanjšuje produkcijo nekaterih izdelkov ali uslug (za primer alkohol) ali pa prepoveduje trgovino (v sodobnih ZDA je prepovedana trgovina z volilnimi glasovi ali sužnji). Nenazadnje pa je država ekonomsko pomembna zaradi svoje družbene oblasti, s katero je moč jasno definirati lastnino in pravila poslovanja ter stabilizirati finance.

#### Mednarodne povezave
Skoraj vse svetovne države so v sodobnem svetu tako ali drugače izrazito povezane v mednarodno skupnost in od nje tudi odvisne. Ta odvisnost se nanaša bodisi na politično dogajanje v tretji državi bodisi, in vedno krepkeje, na gospodarska dogajanja. Združene države s tega vidika prednjačijo ter zlasti v zadnjih letih slonijo na večjem in večjem izvozu oziroma uvozu. Njegova vrednost v letu 1959 je znašala 9 % državnega BDP in se je do leta 2004 stopnjevala na 25 %, s čimer je bil ta sektor najhitreje rastoča gospodarska panoga v ameriški ekonomiji. Največji trgovski partnerji Združenih držav so Kanada, Mehika, Kitajska, Japonska itn. ZDA pa imajo še velike ekonomske interese na območju Daljnega vzhoda, Bližnjega in Srednjega vzhoda, pa tudi Latinske Amerike. Politika izolacionizma, po kateri so bile Združene države znane skozi stoletja svojega razvoja, je danes tako že davno pozabljena preteklost.
Večina mednarodnega trgovanja poteka z razvitimi državami. Med drugim je uvožena tudi množica produktov, katerih izdelava bi lahko ali nekoč tudi je potekala v mejah ZDA.
Združene države so kot zavezane prosti trgovini med državami prednjačile pri ustanavljanju Mednarodnega denarnega sklada leta 1944, v približno istem času je isti nazor promoviral tudi Marshallov načrt. Že leta 1947 je bil sprejet pomemben Splošni sporazum o carinah in trgovini (angleško General Agreement on Tariffs and Trade, GATT), ki je v prihodnjih pet desetletjih čistil carinske ovire. 1995. leta je funkcije GATT prevzela danes gospodarsko svetovno pomembna Svetovna trgovinska organizacija.
Na regionalni ravni je pomemben Severnoameriški sporazum o prosti trgovini (angleško North American Free Trade Agreement, NAFTA), ki so ga leta 1992 podpisale Kanada, Združene države in Mehika. Številke govorijo o prednostih za vse tri države, a naj bi imel dotični sporazum negativne socialne posledice zlasti v manj razviti Mehiki.

### Finance
Denar se v Združenih država danes nahaja v dveh glavnih oblikah: gotovini in čekih, vezanih na bančne račune. Obilico denarja tako predstavljajo le številke, ki jih ljudje prejmejo na svoj tekoči račun in jih zatem s čeki ali karticami »izbrišejo« s svojega računa.
Ameriški dolar je bil pred časom, tako kot večina drugih valut, vezan na določeno količino srebra oziroma zlata in bil s tem vedno zamenljiv za zlato. Papirnati denar je tako služil le kot primerno sredstvo za zamenjavo, saj je bila njega nošnja enostavna stvar. S časom pa je bilo ugotovljeno, da je hranjenje razsežnih količin dragocenih kovin, s katerimi je bilo mogoče zamenjati papirnate nadomestke, zahtevno in drago, sploh pa je bil zahteven postopek prenosa teh dragocenosti v inozemstvo ob mednarodnih poslih. Združene države so leta 1971 zato ukinile plačevanje za ameriški dolar z zlatom, tj. sistem, znan kot zlati standard. Ameriški dolar je dandanes vezan le še na količino dobrin in storitev, s katero je lahko zamenjan (kupna moč), ta pa se spreminja.
Inflacija je neugoden vpliv, ki ga regulacijski vzvodi gospodarstva skušajo zajeziti. Za to posvečena ustanova v ZDA je sistem zveznih rezerv oziroma banka zveznih rezerv, ki je centralna banka države. Sistem je pristojen za narekanje bankam glede zadrževanja financ v rezervah – niti komercialne banke namreč ne morejo v vsakem trenutku razpolagati z vsemi svojimi financami, del njih je shranjen v sistemu zveznih rezerv in po tem vzorcu uravnava količino denarja v obtoku. Ta sistem je tudi bankir državne uprave, četudi država ni njegov lastnik. Zvezne rezerve so odgovorne tudi za naročila izdajanja bankovcev in kovancev, ki jih posredujejo ministrstvu za finance (angleško Department of the Treasury). Sistem zveznih rezerv je sestavljen iz 12 regionalnih bank.

### Produkti in storitve
V strukturi gospodarskih sektorjev je prišlo še zlasti v 20. stoletju do množice sprememb. V prvi polovici stoletja so se s podeželja v urbana okolja selile številčne množice, ki so se zaposlile v produkcijskem (industrijskem) sektorju. V njegovi drugi polovici pa se je izjemno povečalo povpraševanje po storitvenih dejavnostih in tehnoloških presežkih, kar je velik del gospodarstva usmerilo v storitveni sektor. Potrošniki so zaradi dobrih gospodarskih priložnosti in dohodkov po drugi svetovni vojni imeli veliko kupno moč, ki so jo želeli uporabiti tudi za nebistvene produkte. V nebo pa je šla tudi vrednost mednarodnega trgovanja.
Velikost države v primeru ZDA pomeni tudi obilico naravnih virov. Država na mnogih koncih premore rodovitno zemljo, katere kultivirane površine prekrivajo 19 % celotnega površja ZDA – dejstvo, ki državo postavlja za agrikulturno najbolj bogat narod: Združene države so prve na svetu po pridelku koruze, soje, sorga, pa druge po pridelku pšenice, ovsa, citrusov in tobaka. V okviru gojenja domačih živali obstaja mnogo živinorejskih in svinjerejskih dejavnosti. Izjemen pomen je kmetovanje imelo v preteklem ekonomskem razvoju ZDA, po 30. letih minulega stoletja pa je sektor naglo izgubljal delavce.
Združene države so vodilna izdelovalka fosfatov (gnojila), na drugem mestu pa po pridobivanju zlata, srebra, bakra, svinca, naravnega plina in premoga. Tudi molibden in žveplo sta pomembna industrijska minerala. Mnogo teh je najti v zahodnih zveznih državah. Rudarska dejavnost v današnjem času zastopa manj od 2 % nacionalnega BDP, a je bila v preteklosti izjemnega pomena za industrijski razvoj države in še danes s sicer malim deležom bistveno prispeva h gospodarstvu (energetiko kot nepogrešljiv del gospodarstva napajajo ravno industrijski minerali). Nafta je bistven sredstvo za veliko mobilnost prebivalcev ZDA, zato država zaradi velike porabe že dolgo ni več odvisna le od lastnih zalog.
Samostojno največji delež svetovnega lesa pridobijo v Združenih državah. Mimo tega je uvoz še vedno nepogrešljiv, pretežno iz Kanade.
V industrijskem gospodarskem sektorju je zaposlen delež 12 % ameriške delovne sile, ustvari pa 14 % bruto družbenega proizvoda. Razmeroma majhen delež je takšen od druge polovice 20. stoletja, ko se je pomemben del 20,7 milijona delavcev (podatek za leto 1970) umaknil v drug sektor in v njem do leta 2004 pustil še 14,3 milijona ljudi. Pomembna lastnost sodobne ameriške industrije je produkcija onkraj državnih meja: multinacionalne korporacije postavljajo svoje tovarne ali pa najemajo tuje izven Združenih držav, kjer so produkcijska sredstva, za primer delovna sila, cenejša. Takšno usmerjanje dela ven iz tovarne z namenom zmanjšanja stroškov je z angleškim pojmom imenovano outsourcing.
Glede na delež celotnega dobička v sektorju so vodilne kemična industrija, proizvodnja transportne opreme, predelane hrane, računalnikov in druge elektronike, mehanizacije in kovinskih izdelkov.
V energetskem sistemu ZDA najpomembnejšo vlogo igrajo fosilna goriva (41 % vse energije). Nafta omogoča praktično ves transport in ogreva neštevilno količino objektov. Zemeljski plin je uporabljen za ogrevanje in kuho, v nekaterih obratih pa tudi za pridobivanje moči. Premog pa pretežno služi za proizvodnjo električne energije v termoelektrarnah. Hidroenergija prispeva 6 % vse proizvedene energije, jedrska pa 8 %.
V drugi polovici 20. stoletja je ekonomski sektor storitev zavzel velikovečinski delež celotne strukture gospodarstva. Leta 1998 ga je zastopalo 75 % predstavnikov delovne sile, ti so ustvarili 72 % državnega BDPja. To so pretežno delovna mesta belega ovratnika, ki v večini primerov zahtevajo višjo stopnjo znanja in usposobljenosti. Gre za dela na področju financ in bankirstva, izobraževanja, zdravstva, pa tudi manj plačana storitvena dela, kamor sodijo pomočniki pri prodaji ali pa natakarji.
Učinkovito trgovanje je Ameriko popeljalo v materialno blaginjo: leta 2007 je vrednost bruto družbenega proizvoda na prebivalca znašala 44 tisoč dolarjev. Moderna trgovina v Združenih državah je geografsko razpostavljena blizu svojim potrošnikom, in sicer v obliki velikih nakupovalnih centrov v stanovanjskih predmestjih ali njihovih neposrednih bližinah.
Leta 2006 je vrednost izvoza iz ZDA znašala 1,024 trilijona dolarjev in vrednost uvoza 1,869 trilijona dolarjev. Okoli 10 % izvoznih artiklov so predstavljali kmetijski izdelki, preostanek drugi artikli. Začenši v 70. letih 20. stoletja je prišlo do neravnovesja med izvozom in uvozom zaradi velikih količin uvožene nafte iz Bližnjega vzhoda, pa tudi končnih izdelkov iz Kanade in Azije.
Državna uprava je velika porabnica gospodarskih sredstev, in to tako za svoje delovanje kot za izvajanje javnih storitev. V letu 2003 je državno upravo sestavljalo 21,3 milijona delavcev, ki so delovali v sistemih socialne oskrbe, oboroženih silah, policiji, izobraževalnem sistemu, urejanju prometnih povezav in ostale infrastrukture, zdravstvu, negovanju javnih parkov idr.
V okvir zabavne industrije se uvršča predvsem industrija, locirana v kalifornijskem Hollywoodu – vse odkar so podjetniki dognali, da je milo podnebje Kalifornije primerna lokacija za snemanje filmov, je to središče ameriške zabavne industrije. Ta ima še posebno velik pomen pri ameriški kulturni kolonizaciji sveta. Tudi drugi posli sodijo v zabavno industrijo, tako za primer številna gledališča v New Yorku in mnoge televizijske hiše v istem kraju.
Razvoj tehnologije je uveljavil poprej nepredstavljive možnosti uporabe računalnikov, uvedel satelite in še drugače spremenil postmoderno družbo. Vsa spremljajoča tehnologija in njena uporabnost odpira enormno število novih delovnih mest na področju raziskav in aplikacij tehnologij, kar sešteto razpira povsem nove industrije. Zato nekateri strokovnjaki govorijo o samostojnem gospodarskem sektorju.

#### Promet
Prometne storitve so pomembne za razvoz proizvodov ter pošte in potnikov. Transportna mreža je najgostejša v vzhodnih ZDA, kjer povezuje velika mestna središča in konurbacije. Pri železniškem prevozu potnikov ima največji tržni delež državno subvencionirano podjetje Amtrak. Leta 1997 je prepeljalo 20,2 milijona potnikov.
Velika pomena so cestna motorizirana transportna sredstva, ki so se razvijala skozi 20. stoletje. S tem v zvezi sta pomembni prelomnici zakon Federal-Aid Road Act iz leta 1916, ki je subvencioniral gradnjo državnih cest, nato pa pričetek udejanjanja ambicioznega načrta izdelave državnega sistema avtocest (angleško Interstate Highway System) leta 1956, kar je omogočilo današnjo povezanost vseh koncev države s kvalitetnimi cestami, načrtovanimi za hitro in učinkovito potovanje na dolge razdalje.
Ravno tako nujen za obstoj ameriške družbe in gospodarstva v današnji obliki je zračni promet. V letu 2007 je letalski promet lahko koristil 14.947 letališč v državi. Združene države zaradi pestrega zračnega prometa premorejo tudi nekatera največjih ali najbolj obremenjenih letališč sveta.

## Demografija
Glavni članek: Demografija Združenih držav Amerike
Prebivalstvo Združenih držav Amerike je oktobra 2007 štelo več kot 303 milijone ljudi. Američani so za Kitajci in Indijci tako tretji največji narod sveta – tu je izključeno sešteto prebivalstvo Evropske unije, ki bi se pred ZDA uvrstilo na tretje mesto. To veliko število prebivalcev pa je statistično razprostrto čez veliko površino, kar na kvadratni kilometer znese le 32 oseb.
Prebivalstvo Združenih držav je rezultat stalnega priseljevanja že od evropskega odkritja celine, pa tudi naraščaja. Prvo štetje prebivalcev je zabeležilo 4 milijone ljudi, število se je do leta 1900 dvignilo na 76 milijonov in leta 2000 znašalo 281 milijonov. Naravni prirastek je 6 promilov in je tako kategoriziran kot nizek, saj svetovni naravni prirastek znaša 12,5 ‰.
Američani imajo o sebi močno zavest enega naroda, kar povzroča tradicija etničnega talilnega lonca: nacionalno geslo »E Pluribus Unum«. 1990. leta je popis pokazal na 94 % prebivalcev, ki govorijo angleščino. Razmeroma visoko uniformnost kljub mnogim priseljenskim narodnostnim skupinam je posledica angleške dominance ob zgodnjem priseljevanju ter vpliva današnjih medijev, ki so poglavitnega pomena za širitev kulture in jezika. Ravno tako mediji in sorodne moderne povezave brišejo kulturne razlike med različnimi regijami ZDA, bolj in bolj pa z izvozom kulture tudi kulturne razlike po svetu. Navzlic temu pa gre v okviru Združenih držav govoriti o množici etničnih in družbenih skupin. Moto »iz mnogih eno« je namreč treba obravnavati z jasno definicijo, ki izključuje marsikatero etnično skupino, za primer indijance, ki nikoli niso bili resnično vključeni v ameriško družbo; to do neke mere velja tudi za emigrante iz Latinske Amerike in druge.
| Največja mesta ZDA po številu prebivalcev | Največja mesta ZDA po številu prebivalcev | Največja mesta ZDA po številu prebivalcev     |
| Mesto                                     | Število prebivalcev (meje mesta)          | Število prebivalcev (metropolitansko območje) |
| ----------------------------------------- | ----------------------------------------- | --------------------------------------------- |
| New York                                  | 8.214.426                                 | 18.818.536                                    |
| Los Angeles                               | 3.849.378                                 | 12.950.129                                    |
| Chicago                                   | 2.833.321                                 | 9.505.748                                     |
| Houston                                   | 2.144.491                                 | 5.539.949                                     |
| Phoenix                                   | 1.512.986                                 | 4.039.182                                     |

Z okoli 83 % prebivalstva v 361 metropolitanskih območjih so Združene države visoko urbanizirana država. Premorejo množico velemest, med njimi 11 od skupno 55 t. i. svetovnih mest (angleško global city). Največja izmed njih so New York, Los Angeles in Chicago. Geografski center prebivalstva se s starega industrializiranega severovzhoda vztrajno seli proti zahodu in jugu. Danes sta zvezni državi z največ prebivalci Kalifornija in Teksas.

### Rast in starost
Prebivalstvo Združenih držav je skozi zgodovino raslo in raste še danes v veliki meri na podlagi številnih imigracij. Velika država z razsežnim ustvarjenim bogastvom kljub mnogim razlikam med domorodnimi Američani in svežimi priseljenci slednje še vedno privlači.
[tabela o količini letnega priseljevanja skozi zgodovino]
Imigracija je poglavitni vir večanja prebivalstvenega števila Združenih držav. Same države so bile namreč osnovane kot kolonija, torej družba priseljencev. Najstarejši obstoječi podatki veljajo za leto 1820, na njih podlagi pa gre sklepati, da je v Združene države od tistega časa emigriralo več kot 65 milijonov ljudi; le v letu 1998 je bilo imigracij 660 tisoč. Na popisu prebivalstva leta 1990 se je izključno za Američane izreklo le 6 % vseh udeležencev, medtem ko je velika večina dodala še drugo jezikovno skupino (tu prednjačijo afro- in latinoameričani) ali nacionalno preteklost (najpogosteje Nemci, Angleži, Irci ali Italijani).
Na število prebivalcev odločilno vplivata rodnost in smrtnost oziroma naravni prirastek. Ta se je skozi zgodovino države močno spreminjal: zaradi visoke smrtnosti je bil nizek v zgodnji kolonialni dobi, ustalitev življenja je prinesla hitro množitev števila prebivalcev, zaradi industrijske revolucije in kasnejše majhne rodnosti pa je prirastek zopet upadel.
Danes naravni prirastek znaša 2,1 otroka na žensko. Povprečna izmed teh je leta 1890 imela 4 otroke, sto let pred tem pa v primeru svojega dovolj dolgega življenja 7.
Velikost naravnega prirastka je vrsto let krojila smrtnost. Ta je danes zaradi velike skrbi za zdravje in higieno majhna, medtem ko je pred sto leti povzročala, da je le 84 % otrok doživelo svoj prvi rojstni dan; danes do njega pride 99,3 % otrok. Leta 2004 je bila pričakovana starost 74,6 leta za moške in 80,4 leta za ženske. To pomeni manjšo vrednost kot v preostanku gospodarsko razvitega sveta, kar gre po mnenju mnogih poznavalcev pripisati velikim premoženjskim razlikam in omejenemu dostopu do zdravstvene nege za nižje sloje.

### Poselitveni vzorci
Povprečen sodobni Američan je prebivalec mesta. Največ mest leži ob obalah in tako se 38 % celotnega prebivalstva države nahaja ob Atlantiku, 16 % ob Pacifiku in 12 % v Mehiškem zalivu. Ljudje so najredkeje poseljeni med reko Misisipi in Skalnim gorovjem, še posebno malo jih je opaziti v sušnem Velikem nižavju. Za populacijo Združenih držav je značilna tudi velika mobilnost. Še ena značilnost je prebivanje urbanega dela naroda v stanovanjskih predmestjih, v angleščini znanih kot suburb.
Po evropskem odkritju Amerik demografija beleži tri poglavitne notranje migracije v zgodovini Združenih držav. Prvi tak premik je bilo nasilno preseljevanje indijancev, nato pa še selitve priseljencev v iskanju boljših gospodarskih pogojev in večje svobode. Na ta način je bil s časom osvojen ameriški zahod, kasneje pa velik del črnske populacije premaknjen z juga na industrializiran sever. Razen indijanskih so bile neprostovoljne tudi druge selitve, povzročene zavoljo rasizma ali odklanjanja manjših etničnih skupin.

### Religija
Američani so narod z obilico različnih religij, število teh namreč nadvlada število etničnih skupin. V verskem življenju sodelujejo skoraj tri četrtine prebivalcev.
Danes največja verska skupina so kristjani (83 %), od katerih jih okoli tretjina ni povezana z uradno cerkvijo. Največja izmed krščanskih skupin so, v primeru združitve vseh denominacij, protestanti, katerih največje skupine so baptisti, luterani in metodisti. Po številu pripadnikov največjo enotno skupino predstavljajo katoličani. Opazen delež pa imajo tudi pravoslavci, glede na nacionalnost sta največji tovrstni skupini grška in ruska pravoslavna cerkev. Judaizem je religija 2 % Američanov in islam (leta 2001) približno 1 %.
Verska podlaga je bila v tej državi mnogih religioznih skupin vzrok mnogih diskriminacij. Kot prvo so jo občutili ameriški staroselci, katerih zatiranje je bilo na priseljenski strani upravičeno ravno zaradi njihovega animizma. Tudi danes je spodbujeno vključevanje indijancev v krščansko usmerjene angleško govoreče šole. Katoličani so bili kot neprvotna priseljenska skupina mnogokrat tarča protestantskih napadov. Za pripadnike protestantske ideje je bil katolicizem namreč preveč avtoritaren oziroma hierarhičen in zato tudi nedemokratičen, Irci kot ena izmed katoliških narodnih skupin pa so bili stereotipno označeni za lenuhe in popivače. Naperjenost proti katoliškim vernikom je dosegla svoj višek v drugi četrtini 19. stoletja, ko so bili močni pozivi k prepovedi katoliških imigracij in preklicu državljanstva za že naseljene katoličane. Po državljanski vojni je bil ustanovljen Ku Klux Klan, ki je promoviral rasno čisto protestantsko Ameriko in izvajal nasilje nad katoličani, židi in črnci. Drugi izmed teh so bili priljubljena tarča napadov tudi drugih skupin vse do druge polovice 20. stoletja, ko so družbena gibanja in liberalne ideje omilila antisemitizem. Tudi muslimani so trpeli in trpijo posledice nepriljubljenosti, kar je bilo očitno predvsem v obdobju naftne krize in nadalje v zalivski vojni, najaktualnejša pa je po nekaterih virih represija nad njimi po terorističnih napadih na newyorški WTC v letih 1993 in 2001.
Združene države so v svojem načelu sekularna država. Še danes pa so stalno aktualna vprašanja o splavu in veljavnosti evolucijske teorije, kjer so zlasti republikanske oblasti izrazito privržene konservativnim idejam.

### Družina in dohodek
V zahodnem svetu je bila tradicionalna družina motor za ekonomsko pridobivanje in razmnoževanje. Danes je idealna družina gonilo čustvenega zadovoljevanja in varnosti. V skladu s tem primerom se je skozi zgodovino Združenih držav močno spreminjal odnos med partnerji, njihove vloge in odnos do otrok.
Leta 1998 je bilo v ZDA sklenjenih 2.256.000 zakonov, kar je manj od sklenjenih zvez v preteklih časih. Istega leta se je zgodilo 1.135.000 ločitev, katerih vrednost pada od 80. let preteklega stoletja dalje. Danes naj bi se z razvezo zaključilo 50,3 % vseh zakonov, kar je ena najvišjih stopenj na svetu. Eden izmed sodobnih trendov je tudi odlaganje porok in rojevanja zaradi kompetitivnosti sodobne ameriške družbe, ki terja dolgotrajno izobraževanje, usposabljanje in povzroča nesigurnost, kar kroji, sešteto s skopim socialnim sistemom ZDA, slabe pogoje za ustvarjanje družine. Zaradi liberalnejših pogledov na družinsko življenje (višja pričakovanja in zavračanje klasičnih zahtev po delovnem možu in za gospodinjstvo ter otroke odgovorni ženi) se povišuje število alternativnih partnerstev in, kot omenjeno, ločitve. Ženske so dandanes bolj finančno in čustveno avtonomne kot v preteklosti, otrok pa je manj kot v njej, več jih je rojenih izven zakona, prebivalstvo ZDA pa tako narašča zlasti s priseljevanjem iz inozemstva.
Medianski dohodek v Združenih državah za oba spola in vse rase (nad 25 let s službami) za leto 2005 je znašal 32.140 ameriških dolarjev letno. Ta podatek pa je nemerodajen brez dejstva, da se dohodki glede na socialno skupino izrazito razlikujejo. 42 % dohodkovno spodnjega dela prebivalstva ima namreč pod 25 tisoč dolarjev letnih prilivov, medtem ko zgornjih 10 % letno pridobi nad 75 tisoč dolarjev.

## Kultura
Glavni članek: Kultura Združenih držav Amerike
Kultura v splošnem pomeni sistem norm in vrednot, priučenih skozi socializacijski proces, ki se izražajo tako v duhovni in materialni stvarnosti. To velja tudi za kulturo Združenih držav, ki je zaradi svojih mnogih izvorov v vseh kulturnih okoljih sveta osnovana na zelo različnih socializacijskih procesih in posledično na razlikujočih se kulturnih izrazih. Ta multikulturalizem pa se meša z učinkom talilnega lonca (angleško melting pot), ki staplja kulturna ozadja priseljencev z vseh koncev sveta v eno novo kulturo in je značilnost Združenih držav. Briše meje med različnimi kulturnimi skupinami in uveljavlja nekatere skupne vrednote – na prvem mestu izhajajoče iz dominantne zahodne kulture.
Osrednji gradnik kulture so bili britanski vplivi pred stvaritvijo samostojne države, v kolonialni dobi. Britanci so v svoje ameriške kolonije namreč uvozili svoj jezik, pravni sistem in mnoge druge kulturne sestavine. Drugi pomembni vplivi so prišli kasneje, a ravno tako iz držav neangleških imigrantov: še zlasti Irska, Nemčija, Poljska in Italija. Manjši, a zaradi številčnosti prišlekov pomemben del je prispevala kultura zahodne Afrike. Zgodovinsko svojevrsten kulturni pomen nosijo tudi sestavine, uvožene vkup s priseljenci iz vzhodne Azije. Zlasti v zadnjem času pa kulturne vzorce spreminjajo priseljenci iz Latinske Amerike. Ameriška kultura je posledično heterogena in stvar velikih razlik med regijami ter družbenimi skupinami.
Kultura v Združenih državah Amerike naj bi bila v svojih načelih močno zaznamovana s privrženostjo demokraciji in enakosti državljanov pred zakonom. Tovrstne ideje o demokraciji so spremljale že ameriške pionirje v zgodnjih kolonijah in se stopnjevale do mere, ki je povzročila revolucijo ter ustanovitev suverene države, utemeljene na ustavi in njenih amandmajih Bill of Rights. Francoski politološki pisec Alexis de Tocqueville je bil v svojih zapisih s potovanja po ZDA v 30. letih 19. stoletja impresioniran nad dejstvom, da Američani v vseh svojih kulturnih potezah poudarjajo običajne in lahko dostopne elemente, ne pa unikatnih in ekskluzivnih, kakršni so navdihovali kulturo starega zahodnega sveta. Nič manj kot pred poldrugim stoletjem tamkajšnja kultura tudi danes poudarja navadnega človeka in ne visokih umetnikov, kulturo in umetnost pa prepušča navdihom, izvirajočim med ljudmi in ne »nad njimi«. Ravno ta preprostost nazorov, razmišljanja in delovanja žene družbeni razvoj, prav tako pa je osrednji vir priljubljenosti ameriške kulture po svetu – ta je izvažana po vseh drugih svetovnih kulturnih okoljih, in sicer za razliko od nekoč, ko so kulturo (starega sveta) uvažali Američani.
Danes so Združene države znane po oranju ledine in določanju smernic na svetovnem kulturnem prizorišču. Vendar temu ni bilo tako tudi v preteklosti, ko je bilo kolonialno okolje obravnavano kot kulturno provincialen svet. Pa tudi umetniški ustvarjalci Amerike so iskali navdih v evropski umetnosti.
Z uvedbo medijev v dnevno stvarnost kultura ni bila več na voljo le bolj ali manj premožnim urbanim prebivalcem, ki so si predstave ali koncerte lahko ogledali na licu mesta, pač pa se je s pomočjo gramofona, kamere in nekoliko kasneje radia učinkovito prenesla prek celotne dežele. Zaradi dosegljivosti širokim množicam je pričelo takšno širjenje kulture homogenizirati okuse ljudi in s tem nacionalno kulturo. Ker so množična občila stremela k sprejemljivosti za čim širšo množico okusov, so imeli temu primerno ljudski nivo in s tem po mnenju nekaterih zniževali splošno raven ameriške kulture.

### Izobraževanje
Za institucionalizirano izobraževanje naroda skrbi šolski sistem ZDA. Je zelo razvejan in obsežen, saj premore obširen seznam organizacij od šol za najmlajše oziroma na povsem osnovni ravni prek visokih šol do izobraževalnih ustanov za odrasle in upokojence. Zvezna vlada ima malo povezav z izobraževalnim sistemom in ga za razliko od drugih razvitih držav tudi ne financira, šolski sistem do neke mere namreč organizirajo zvezne države, najbolj ugledne šole pa so zasebne. Zato ne preseneča dejstvo, da pri dostopnosti znanja obstajajo velike družbene razlike.
Osnovnošolski sistem ZDA se je venomer spopadal z vprašanjem kulturne asimilacije imigrantov. Stalno se je namreč moral prilagajati novim priseljenskim kulturnim vzorcem in načrtoval načine ter mero asimilacije prek šole. Ravno tako iz tega sklopa je tudi danes zelo pomembno vprašanje učnega jezika. Uveljavilo se je dvojezično učenje, pa tudi več kritik tega. Osnovno šolstvo se spopada tudi s problemom nizke učinkovitosti, vrstniki v drugih državah razvitega sveta namreč v izobrazbi nadvladajo ameriške učence.
Kot alternativa se starši večkrat odločijo za izobraževanje na domu.

### Prazniki
| Prazniki v ZDA           | Prazniki v ZDA                                          | Prazniki v ZDA |
| Praznik                  | Datum                                                   |                |
| ------------------------ | ------------------------------------------------------- | -------------- |
| novo leto                | 1. januar                                               |                |
| dan Martina Luthra Kinga | tretji ponedeljek januarja                              |                |
| dan inavguracije         | 20. januar (vsaka štiri leta po predsedniških volitvah) |                |
| Washingtonovo rojstvo    | tretji ponedeljek februarja                             |                |
| dan spomina              | zadnji ponedeljek maja                                  |                |
| dan neodvisnosti         | 4. julij                                                |                |
| dan dela                 | prvi ponedeljek septembra                               |                |
| Kolumbov dan             | drugi ponedeljek oktobra                                |                |
| dan veteranov            | 11. november                                            |                |
| zahvalni dan             | četrti četrtek novembra                                 |                |
| božič                    | 25. december                                            |                |

Zaradi razvejanih kulturnih korenin Američani praznujejo množico različnih praznikov. Nekateri so tipični za matične kulture ali pa so derivat tamkajšnjih praznikov, medtem ko so drugi značilnost Združenih držav. Množica praznikov je danes postavljena na začetek tedna in tako bolj kot obeleževanju služi podaljšanemu vikendu. Sicer pa v Združenih državah ni nikakršnega praznika, ki bi ga lahko določile oblasti in bi veljal za vse državljane, saj lahko dela prost dan razglasi le za uslužbence javne uprave, medtem ko je to vprašanje na področju privatnega prepuščeno zasebnemu sektorju samemu.
ZDA kot načelno sekularna družba uradno ne praznujejo verskih praznikov, izjema je božič. Ta pa je še posebno od 19. stoletja dalje, ko se je pričela tradicija krašenja in obdarovanja, dolgotrajno obdobje praznovanja in potrošništva. Ker božič ni verski praznik vseh religij v državi in ker je to blagodejno za gospodarstvo, se je božični čas v marsikaterem pogledu raztegnil do novembrskega zahvalnega dne in tako postal velik praznični konglomerat, ki vase vključuje hanuka oziroma judovski praznik luči in velik afriški praznik kwanzaa.

### Bivanjske navade
Ameriško kulturo močno zaznamuje širno ozemlje, katerega prostranosti niso utesnjevale zemljišča željnih priseljencev. Ti so zlahka prišli do svoje zemlje, zaradi česar je bila pozabljena marsikatera evropska navada ali vrednota, tako za primer primogenitura. Zaradi velike razprostranjenosti naselbin in izoliranosti njih so se pojavile tudi mnoge priložnosti za vznik novih kulturnih vzorcev, kakršni so nove verske sekte idr. Ti dejavniki so globoko v kulturo ukoreninili vrednoto posedovanja zemlje in zasebnosti, ki se je razvila v povezavi z razprostranjenimi kmetijami na zahodu v tistem obdobju še neosvojene dežele.

### Kuhinja
Neusahljiva količina obdelovalne zemlje je Američanom omogočala pridelavo hrane, kar je narod – z izjemo prvih let kolonij – obvarovalo malone vsakršne lakote. Sicer je klasična ameriška prehrana preprosta in hitra, značilna tudi kot nezdrava. Razmišljanja o zdravi hrani in problemu debelosti so se počasi pojavila šele v teku 20. stoletja. Vseenole je pestra kulturna tradicija ameriške nacije izvor mnogih različnih jedi, ki jih je poleg prevladujoče preproste kuhinje mogoče opaziti v Združenih državah.
ZDA so tradicionalno pomembna mednarodna žitnica. Vedno zadostne količine hrane so prepričale tudi velik del priseljencev v migracijo ravno zaradi lakote v matičnem okolju.
Značilnost ameriške kuhinje sta skozi 20. stoletje zaradi vse hitrejšega življenjskega utripa ter konzerviranja postali omlednost in sterilnost, ko sta nepogrešljiv del značilne ameriške kuhinje postala tudi hladilnik in mikrovalovna pečica, pa tam ni bilo več prostora za počasno in marsikdaj bolj kvalitetno pripravo hrane za družinske obroke. Vse to je prineslo tudi negativne posledice: prekomerno maso je v 70. letih trpelo 25 odstotkov Američanov, v zadnjem desetletju minulega stoletja pa 35 %. Odnos do prehranjevanja se je pričel nekoliko spreminjati šele nedavno, ko je počasi, neindustrijsko in kvalitetno pripravljena hrana zopet pridobila na ugledu.
Ker je bila enostavnost in priročnost poudarjena takisto pri ameriški hrani in prehrani, sta tudi ti postali priljubljen predmet uvoza v tujih državah. Franšize verig hitre prehrane s hamburgerji in drugimi značilnimi jedmi so v 60. in 70. letih 20. stoletja postali eden najpomembnejših izvoznih artiklov in so svoje mesto našle celo v komunistični Kitajski in ZSSR.

### Oblačenje
V Združenih državah ni mogoče najti obleke ali celo narodne noše z veljavno tradicijo. Svoja značilna oblačila premorejo edinole indijanci, od katerih so zgodnji priseljenci prevzeli nekaj lastnosti, tako uporabo mokasinov in oblek iz kož.
Prebivalci ZDA so vedno prisegali na preprosto in udobno ter namenu primerno obleko. Takšna miselnost odločilno vpliva celo na tamkajšnjo modo, ki se ravna in navdihuje po tistem, kar je moderno med ljudmi na ulici, tu pa se zopet izrazito razhaja z evropsko kulturo oziroma modo v njenem okviru. V takšnem duhu lahko postanejo sprva vseameriško in zatem vsesvetovno moderna oblačila revnih črncev iz getov. Daleč najbolj značilen kos ameriške mode oblačenja pa je modri džins.

### Splošni tiskani viri
- Chomsky, Noam (2005). 911 : enajsti september. Ljubljana: Sanje. COBISS 219137280.
- Datesman, Maryanne Kearny; Crandall, Jo Ann; Kearny, Edward N. (1997). The American ways : an introduction to American culture. White Plains, New Jersey: Longman. COBISS 24271970.
- Jaklič, Klemen; Toplak, Jurij (2005). Ustava Združenih držav Amerike : s pojasnili. Ljubljana: Nova obzorja. COBISS 223170816.
- Hickey, Raymond (2004). Legacies of colonial English : studies in transported dialects. Cambridge, New York: Cambridge University Press. COBISS 33095522.
- McKnight, Tom Lee (2004). Regional geography of the United States and Canada. Upper Saddle River, New Jersey: Pearson/Prentice Hall. COBISS 14506504.
- Stanič, Stane (1994). Amerika. Ljubljana: Apros & Aprost. COBISS 43804672.
- Tiersky, Ethel; Tiersky, Martin (2001). The U.S.A : customs and institutions. White Plains: Longman. COBISS 24990050.

### Splošni elektronski viri
- Baker, Jean H. (2005). United States Government. Encarta Reference Library Premium 2005 DVD
- Boehm, Richard G. (2005). United States Geography. Encarta Reference Library Premium 2005 DVD
- Fass, Paula S. (2005). United States Culture. Encarta Reference Library Premium 2005 DVD
- Klepp, Susan E. (2005). United States People. Encarta Reference Library Premium 2005 DVD
- Nash, Gary B. (2005). United States. Encarta Reference Library Premium 2005 DVD
- Turque, B.; Johnson, Paul E.; Woloch, Nancy (2005). United States History. Encarta Reference Library Premium 2005 DVD
- Watts, M. (2005). United States Economy. Encarta Reference Library Premium 2005 DVD

### Neposredni viri
1. ↑  »U.S. Population Trends Return to Pre-Pandemic Norms as More States Gain Population«. Census.gov. Pridobljeno 23. decembra 2023.
2. ↑  »U.S. Census Bureau Today Delivers State Population Totals for Congressional Apportionment«. United States Censusn. Pridobljeno 26. aprila 2021. Stanje 1. aprila 2020.
3. ↑  Bureau, US Census. »Income in the United States: 2022«. Census.gov. str. 47. Pridobljeno 1. julija 2024.
4. ↑  »Human Development Report 2021/2022« (PDF). Program Združenih narodov za razvoj. 8. september 2022. Arhivirano (PDF) iz spletišča dne 8. septembra 2022.
5. ↑  McKnight, Tom Lee (2004). Regional geography of the United States and Canada. New Jersey: Pearson/Prentice Hall. COBISS 14506504.
6. ↑  Samide, Marjana; Ingolič, Borut (1991). Dežele in ljudje. Severna in Srednja Amerika, Veliki Antili. Ljubljana: Mladinska knjiga. COBISS 23918336.
7. ↑  Klepp, Susan E.: United States People. Encarta Reference Library Premium 2005 DVD
8. ↑  Watts, Michael: United States Economy. Encarta Referency Library Premium 2005 DVD
9. ↑  »New World, Old Myths: A review of 1491: New Revelations of the Americas Before Columbus by Charles C. Mann«. Claremont Review of Books (Thornton, Bruce S.). Pridobljeno 24. novembra 2021.
10. ↑  »The Ford Model T - A Short History of Ford's Innovation«. Frontenac Motor Company. Arhivirano iz prvotnega spletišča dne 15. marca 2015. Pridobljeno 20. avgusta 2007.
11. ↑  »Poll Results - What the World Thinks of America«. BBC. Pridobljeno 29. avgusta 2007.
12. ↑  Meyssan, Thierry (2003). Velika laž : 11. september. Ljubljana: Orbis. COBISS 122934784.
13. ↑  »The Budget for Fiscal Year 2008« (PDF). US Department of Defense. Arhivirano iz prvotnega spletišča (PDF) dne 10. avgusta 2009. Pridobljeno 3. decembra 2007.
14. ↑  podatki Mednarodnega denarnega sklada za leto 2006
15. ↑  »United States Economy«. Encyclopedia Britannica Online. Pridobljeno 3. februarja 2008.
16. 1 2 3  »The World Factbook«. Central Intelligence Agency. Arhivirano iz prvotnega spletišča dne 26. decembra 2018. Pridobljeno 21. septembra 2007.
17. ↑  U.S. Bureau of the Census
18. ↑  »U.S. Exports by Country, 1987-2004« (PDF). International Trade Administration. Arhivirano iz prvotnega spletišča (PDF) dne 6. februarja 2009. Pridobljeno 19. februarja 2008. | vrednosti ne vključujejo izvoza storitev
19. ↑  »U.S. Imports by Country, 1987-2004« (PDF). International Trade Administration. Arhivirano iz prvotnega spletišča (PDF) dne 6. februarja 2009. Pridobljeno 19. februarja 2008. | vrednosti ne vključujejo uvoza storitev
20. ↑  »Dumping Withous Borders: Hos US agricultural policies are destroying the livelihoods of Mexican corn farmers« (PDF). Oxfam. Arhivirano iz prvotnega spletišča (PDF) dne 16. februarja 2008. Pridobljeno 28. januarja 2008.
21. ↑  »U.S. POPClock Projection«. U.S. Census Bureau. Pridobljeno 15. novembra 2007.
22. ↑  Cunder, Karmen;  in sod. (2003). Obča geografija za 1. letnik gimnazij. Ljubljana: Mladinska knjiga. COBISS 12913209.
23. ↑  »State of the Cities Data Systems«. Policy Development and Research Information Service. Pridobljeno 18. decembra 2007.
24. ↑  »50 Fastest-Growing Metro Areas Concentrated in West and South«. U.S. Census Bureau. Pridobljeno 18. decembra 2007.
25. ↑  »Educational Attainment--People 25 Years Old and Over, by Total Money Earnings in 2005, Work Experience in 2005, Age, Race, Hispanic Origin, and Sex«. U.S. Census Bureau. Arhivirano iz prvotnega spletišča dne 19. marca 2007. Pridobljeno 28. oktobra 2007.